# Bad Arolsen
Bad Arolsen (bis 1997 und heute umgangssprachlich Arolsen) ist eine Kleinstadt im nordhessischen Landkreis Waldeck-Frankenberg.
Die Stadt war von 1655 bis 1918 Residenzstadt der Grafen und Fürsten von Waldeck-Pyrmont und danach bis 1929 Hauptstadt des Freistaates Waldeck, bevor dieser seine Selbständigkeit durch den Anschluss an Preußen verlor. Der Ortsname ist erstmals im Jahre 1131 mit der Gründung des Augustinerinnen-Stift Aroldessen genannt. In manchen der zur Stadt Arolsen 1974 eingemeindeten Dörfer wird zum Teil noch das aussterbende niederdeutsche Waldecker Platt gesprochen.

## Geografie

### Geografische Lage und Landschaft
Bad Arolsen liegt mit seinen Stadtteilen am Nordrand des nordhessischen Mittelgebirgsraums ungefähr 45 Kilometer westnordwestlich von Kassel im Waldecker Land. Im Waldecker Wald erstreckt es sich am Nordrand des Langen Walds auf 286 m ü. NN. Die Kernstadt befindet sich zwischen den Bächen Bicke (auch Biek genannt) im Norden und Thiele im Süden, die in die südlich und später östlich an der Stadt vorbeifließende Aar münden. Diese ist ein westlicher Zufluss der Twiste, an der unweit östlich der Stadt der Twistesee liegt. In diese mündet etwas außerhalb des Stadtgebiets die den südöstlichen Stadtteil Landau passierende Watter.
Die nordwaldeckische Landschaft um Bad Arolsen, die nur spärlich industrialisiert ist, hat hügeligen Charakter mit ausgedehnten Laub- und Nadelwaldbeständen. Trotzdem ist die landwirtschaftliche Nutzung durch Ackerbau, Viehzucht und Waldwirtschaft deutlich ausgeprägt.

### Klima
Das Klima in der Gegend von Bad Arolsen ist reizarm ohne große Extreme in den Temperaturen. Im Nordstau des Mittelgebirges kann es mitunter bei Nord- bis Nordwestwetterlagen zu teils ergiebigen Regenfällen kommen. Im Herbst muss mit Nebel, frühen Kälteeinbrüchen und überraschend auftretender Straßenglätte gerechnet werden. In der Winterperiode gibt es oft frühen und manchmal ergiebigen Schneefall.

### Nachbargemeinden
Bad Arolsen grenzt im Norden an die Stadt Diemelstadt, im Nordosten an die Stadt Volkmarsen (beide im Landkreis Waldeck-Frankenberg), im Südosten an die Stadt Wolfhagen (Landkreis Kassel), im Süden an die Stadt Waldeck, im Südwesten an die Gemeinde Twistetal, sowie im Westen an die Gemeinde Diemelsee (diese drei im Landkreis Waldeck-Frankenberg) und die Stadt Marsberg (Hochsauerlandkreis in Nordrhein-Westfalen).

### Stadtgliederung
Im Zuge der Gebietsreform in Hessen wurden insgesamt zwölf ehemals eigenständige Gemeinden zur Großgemeinde Arolsen zusammengeschlossen. Hier die Stadtteile und deren Einwohnerzahlen (Dezember 2009):
- Bad Arolsen (Kernstadt), 8153
- Braunsen, 187
- Bühle (mit Schloss Höhnscheid), 111
- Helsen, 2106
- Kohlgrund (mit Gut Eilhausen), 243
- Landau, 1092
- Massenhausen, 557
- Mengeringhausen, 3685
- Neu-Berich, 236
- Schmillinghausen, 492
- Volkhardinghausen, 130
- Wetterburg, 867

## Geschichte

### Von der Gründung bis zur Reformation
Der Ortsname wurde erstmals im Jahr 1131 verschriftlicht, als Gepa von Itter und ihre drei Töchter Lutrud, Mechthild und Bertha das Augustiner-Chorfrauenstift Aroldessen gründeten. Dieses Kloster war auch die Wiege des Hofbrauhauses Heinrich Brüne. Die Siedlung Arolsen bestand bereits vorher und diente zur Gründungsausstattung des Klosters. Es kann *Haroldeshusen (‚Gehöft des Harold‘) zugrunde liegen.
Der Sohn Lutruds, Graf Volkwin II. von Schwalenberg, Begründer des Grafengeschlechts von Waldeck, übernahm im Jahre 1155 die Vogtei des Klosters. Die Einrichtung blieb danach weitere 338 Jahre im Besitz des Grafenhauses, bis Graf Otto IV. von Waldeck das Stift an die Antonitermönche von Grünberg (Hessen) abgab, was zum schnellen Aufschwung des Klosters führte. Bereits 1181 übertraf das Kloster mit Gütern in 20 benachbarten Orten durch seinen Besitzumfang alle anderen Waldecker Klöster mit Ausnahme von Flechtdorf.
Im Zuge der Reformation wurde das Kloster nach fast 500-jähriger Existenz im Jahre 1526 als erstes waldeckisches Kloster säkularisiert und unter maßgeblicher Leitung des Grafen Philipp III. zur Residenz der Waldecker Grafen umgestaltet. Die Anlage erhielt einen Flügelanbau im Renaissance-Stil. Der Braubetrieb des Klosters wurde als gräfliche Brauerei übernommen und weiterbetrieben.

### Vom Dreißigjährigen Krieg bis zum Beginn des 19. Jahrhunderts

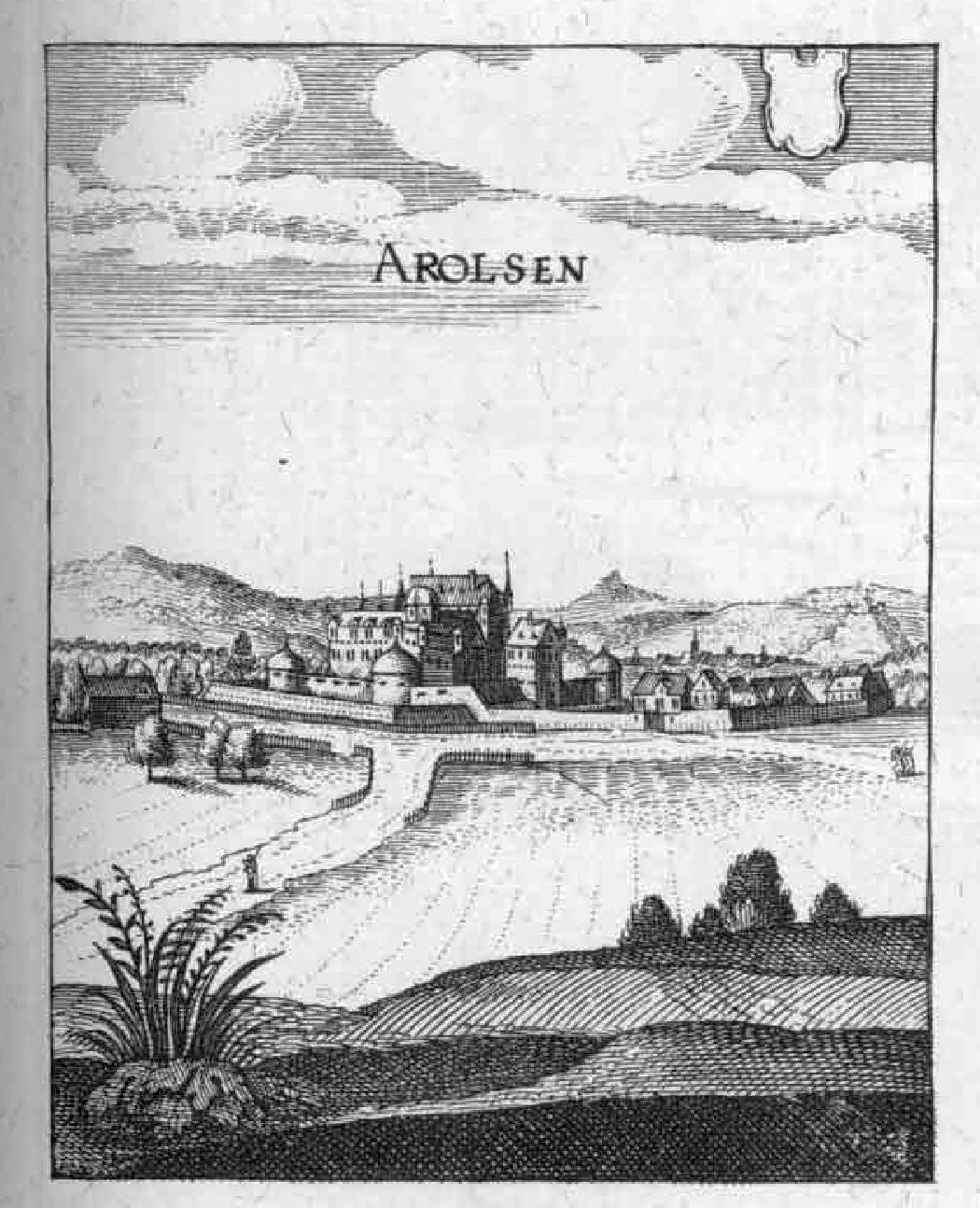
Arolsen – Auszug aus der „Topographia Hassiae“ von Matthäus Merian 1655

Im Dreißigjährigen Krieg wurde das Schloss ab 1622 als Festung ausgebaut. Im Jahre 1634 waren die Arbeiten abgeschlossen und die Bewohner besser vor Überfällen und Plünderungen geschützt. Der Graf und spätere Fürst Georg Friedrich vollendete 1668 den Bau des Lustschlosses Charlottenthal (später umbenannt in Schloss Luisenthal), gelegen am westlichen Ende der um 1670 entstandenen Großen Allee. 1677 wurde das alte Schloss renoviert und die Eisenberger Linie der Grafenfamilie verlegte ihre Residenz von Rhoden in das aufstrebende Arolsen.
Nach dem Regierungsantritt des Grafen Friedrich Anton Ulrich im Jahre 1706 plante er den Neubau eines Residenzschlosses, der im Jahr 1710 begonnen wurde. Die Anlage wurde nach den Vorstellungen des Baumeisters Julius Ludwig Rothweil als moderne Barockanlage im Stil von Schloss Versailles ausgeführt. Der anspruchsvolle Bauplan sah auch die gezielte Ortsbebauung westlich des Schlosses vor, so wie sie heute zwischen Schloss und Evangelischer Kirche steht. Ursprünglich sollte spiegelverkehrt zum westlichen Stadtgebiet zwischen Residenzschloss und Kirche auch eine geometrisch gleiche, östliche Bebauung entstehen, doch es blieb bei dem Vorhaben.
Die Gestaltung der Innenarchitektur oblag Andrea Galasini und Ludovico Castello. Die Grafenfamilie bezog im Jahr 1711 nach Abschluss von Umbauarbeiten das in Luisenthal umbenannte Schloss Charlottenthal. Im gleichen Jahr wurde Friedrich Anton Ulrich in den Reichsfürstenstand erhoben und 1717 die Annahme des erblichen Fürstentitels verkündet. Im gleichen Jahr veranlasste Fürst Friedrich Anton Ulrich die Errichtung der ersten drei Häuser in der Neustadt Arolsen.
Im Jahr 1719 wurden die Privilegien und Freyheiten zur Gründung der Neustadt Arolsen verkündet. Im darauffolgenden Jahr war das Residenzschloss endlich bereit zum Einzug des Fürstenpaares, jedoch lag das Ende der Bauarbeiten noch in weiter Ferne. 1725 wurde das Lustschloss Luisental abgerissen. Nach 22-jähriger Regentschaft starb im Jahre 1728 Fürst Friedrich Anton Ulrich; im gleichen Jahr verlegte die oberste Landesbehörde ihren Sitz von Mengeringhausen in die Residenzstadt.

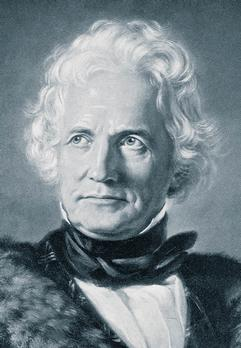
Christian Daniel Rauch

Der noch jungen Stadt Arolsen wurde im Jahre 1731 das Privileg zur Abhaltung dreier Märkte verliehen. Ein Jahr später, 1732, wurde auf dem neu errichteten Friedhof die erste Bestattung vollzogen.
Die Bauarbeiten für die erste Kirche des Ortes begannen 1735 mit der Grundsteinlegung. Es dauerte 52 Jahre, bis die Stadtkirche Arolsen 1787 fertiggestellt und geweiht wurde. Vorher, im Jahr 1770, löste sich die evangelisch-lutherische Kirchengemeinde von der bisherigen Muttergemeinde Helsen und wurde selbständig.
Der klassizistische Bildhauer Christian Daniel Rauch, ein Mitbegründer der Berliner Bildhauerschule, wurde 1777 im Hoppenhof in Arolsen geboren. 1787 wurde das Palais Neues Schloss als Wittumspalais der Fürstin Christiane fertiggestellt und die Stadtkirche vollendet. Arolsen erhielt im Jahre 1803 weitere Privilegien zum Abhalten von Märkten. Der August-Markt entwickelte sich im Verlauf der Zeit zum heutigen großen Kram- und Viehmarkt.
Söhne der Stadt Arolsen waren Wilhelm Kaulbach (* 1804, später von Kaulbach), bekannt als Maler und Akademiedirektor in München, und Friedrich Kaulbach (1822–1903), der ebenfalls Maler und später Professor an der Technischen Universität Hannover wurde.

### Vom Regierungssitz 1849 bis zum Ende des Ersten Weltkriegs
Unter Fürstin Emma zu Waldeck und Pyrmont wurde 1849 das damals modernste Staatsgrundgesetz in Deutschland erlassen; vier Verwaltungskreise wurden eingerichtet. Arolsen erhielt neben dem Sitz der Landesregierung die Verwaltung des Kreises der Twiste. Das sogenannte Töpferhaus wurde aus Mitteln der fürstlichen Domanialverwaltung angekauft und zum ersten Krankenhaus im Fürstentum Waldeck umgebaut. Die Einrichtung nahm 1850 ihren Betrieb auf.
Prinzessin Emma zu Waldeck und Pyrmont wurde 1858 in Arolsen geboren. Sie wurde 1879 Königin der Niederlande und 1890 Regentin. Ihre große Beliebtheit ist einer der Gründe für zahlreiche Besuche niederländischer Touristen in Bad Arolsen.
1861 wurde August Bier in Helsen geboren. Er war einer der führenden deutschen Ärzte jener Zeit und später als Professor in Berlin tätig. Bekannt wurde er durch seine Arbeiten auf dem Gebiet der Rückenmarkanästhesie, sein Eintreten für die Homöopathie, seine Erfindung des Stahlhelms und die auf ihn zurückzuführende Gründung der Hochschule für Leibesübungen.

#### Sophienheim

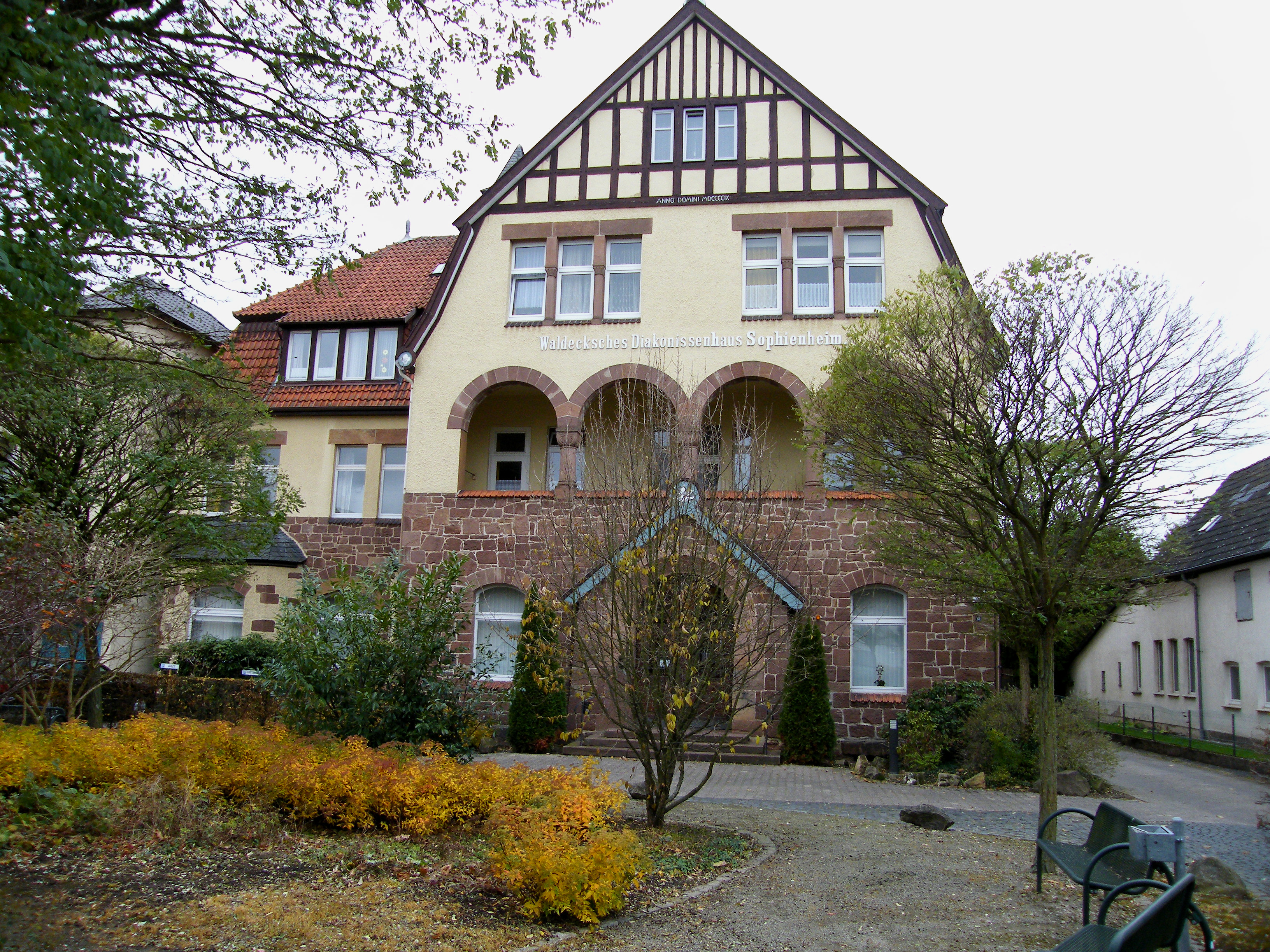
Waldecksches Diakonissenhaus Sophienheim

Fürstin Helene gründete im Jahre 1864 in Helsen ein Waisenhaus für zwölf Landmädchen, aus dem das spätere Sophienheim hervorging. Als Erzieherinnen wurden junge evangelische Frauen aus dem Waldecker Land eingesetzt. Diese betreuten zusätzlich alte, kranke und pflegebedürftige Menschen in den umliegenden Gemeinden. Der Betheler Pastor Friedrich von Bodelschwingh unterstützte das kleine Heim. Er entsandte die Diakonisse Mathilde Kötter, die mit Tatkraft und Zielstrebigkeit für den weiteren Ausbau und für die Lebensordnung der Sophienheim-Schwestern sorgte. Im Jahre 1887 erfolgte die Umbenennung in Waldecksches Diakonissenhaus Sophienheim. Das Mutterhaus wurde in unmittelbarer Nähe des Paulinen-Hospitals an der Helenenstraße errichtet.
Das Fürstentum Waldeck verlor 1868 durch einen Akzessionsvertrag einen Teil seiner Hoheitsrechte an Preußen.

#### Garnisonsstadt

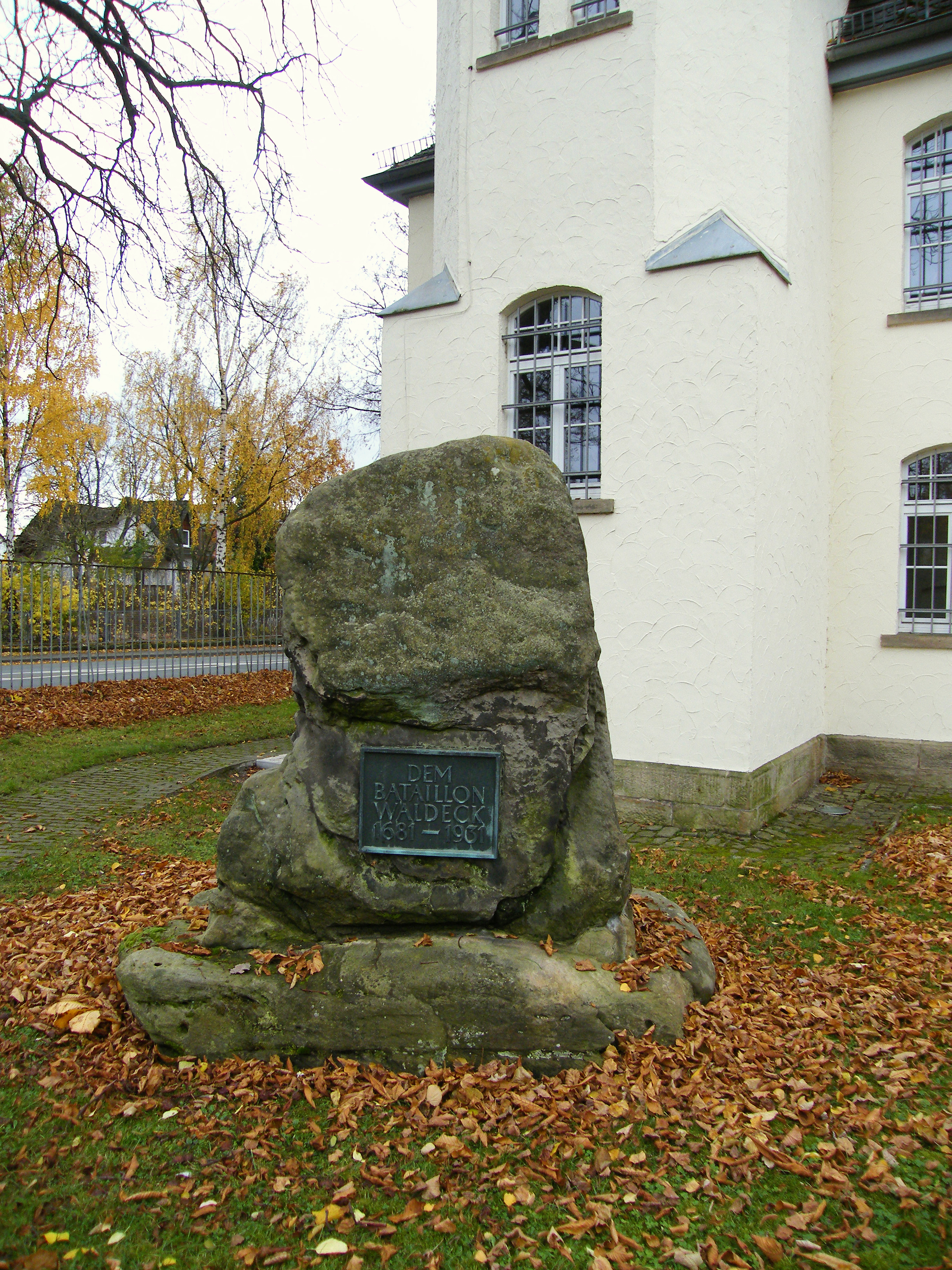
Gedenkstein „Bataillon Waldeck“ (1681 bis 1931) an der ehem. Kaserne

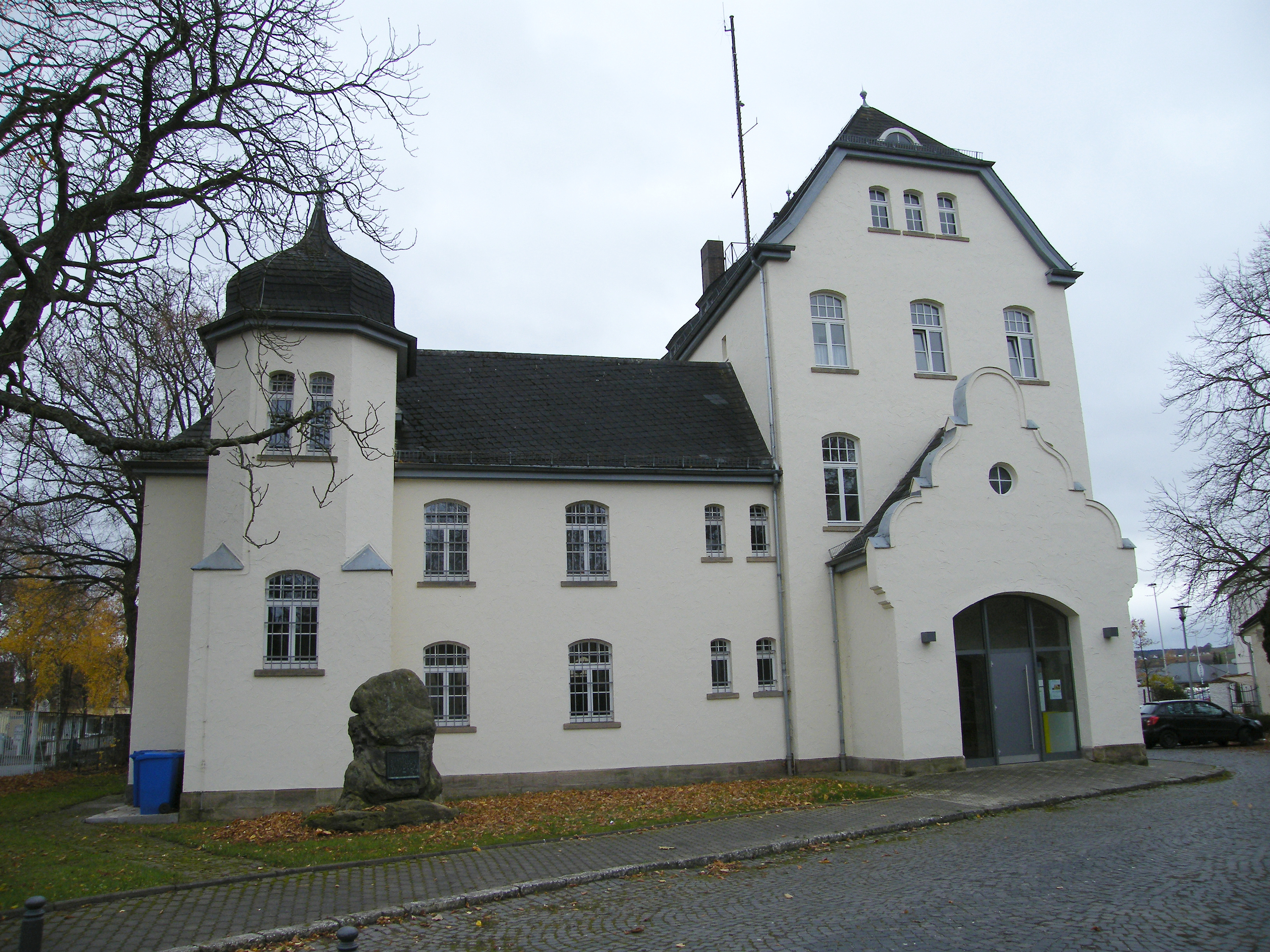
„Gedenkstein Bataillon“ Waldeck an der ehem. Kaserne

Im Jahr 1871 begann die lange Geschichte Arolsens als Garnisonsstadt mit der Fertigstellung der ersten waldeckischen Kaserne unweit des heutigen Stadtzentrums. Das Bataillon Waldeck, die 83er, bezogen die neuen Quartiere; die bisherigen Unterkünfte in den umliegenden Ortschaften wurden aufgegeben. Dieses Bataillon bestand seit 1681.

#### Rudolf Klapp
Ein weiterer großer Bürger der Stadt Arolsen war der Arzt und Professor Rudolf Klapp. Als Chirurg und Orthopäde war er an der Weiterentwicklung seines Medizinzweigs maßgeblich beteiligt.

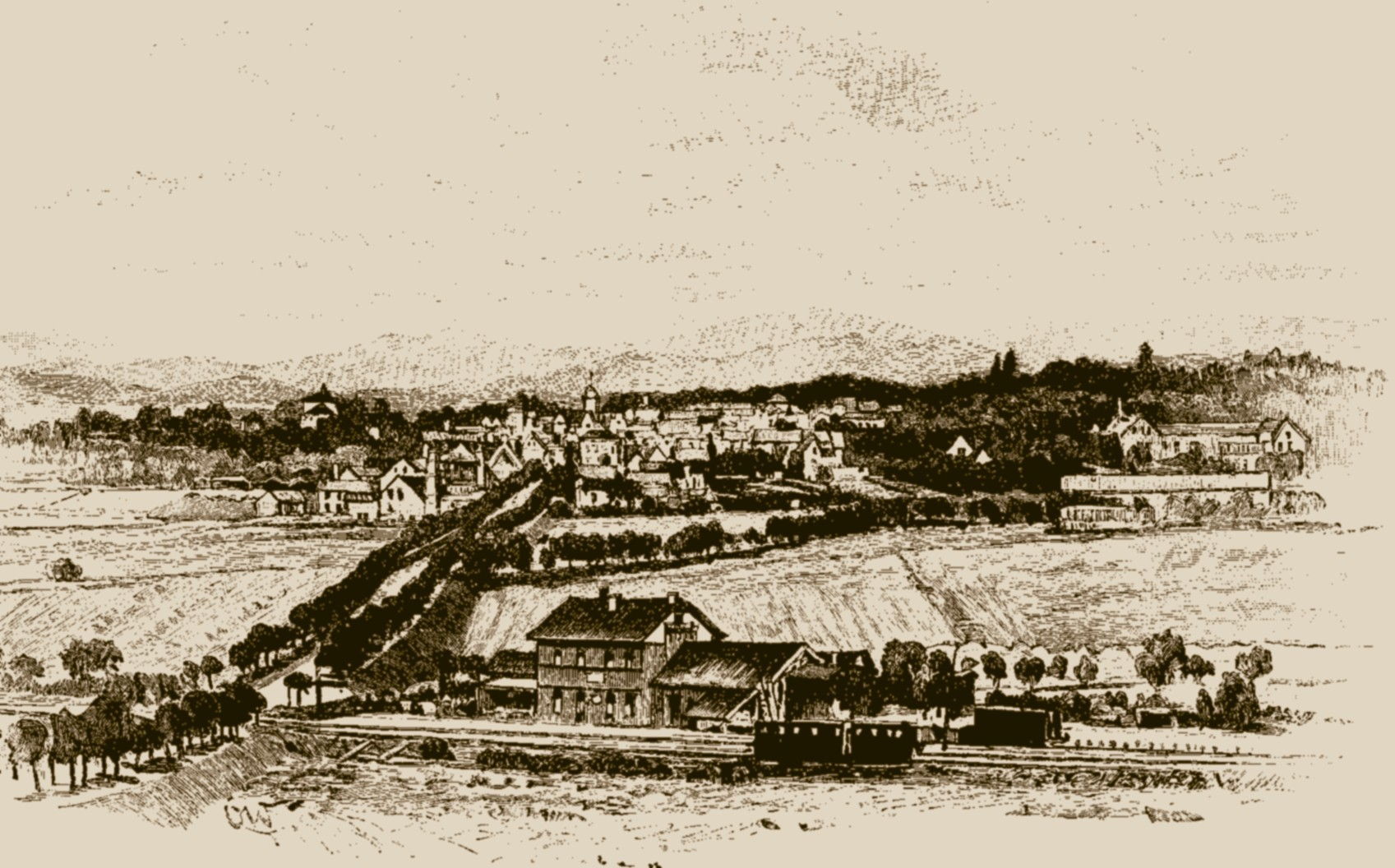
Arolsen 1894

#### Bahnanschluss
Die moderne Zeit begann, als am 1. Mai 1890 anlässlich eines Besuchs von Kaiser Wilhelm II. der auf dem Gebiet der Nachbargemeinde Helsen liegende Bahnhof eingeweiht wurde. Die Bahnstrecke, die ihren Ursprung in Warburg hatte, wurde bis 1893 nach Korbach ausgebaut. Ein erneuter Besuch des Kaisers in Arolsen fand anlässlich der Einweihung des Denkmals für seinen Großvater, Kaiser Wilhelm I., im Jahr 1899 statt.
Nach der Stadt ist ein Intercity-Express benannt.

#### Bathildisheim
Ein nach Fürstin Bathildis benanntes Heim für körperbehinderte Kinder wurde im Jahr 1912 eingeweiht.

### 1918 bis 1945
Das Ende des Ersten Weltkriegs und der Untergang des Kaiserreichs hatte 1918 weitreichende Auswirkungen auf die Form der bisherigen waldeckischen Regierung. Das Haus des Fürsten Friedrich von Waldeck verlor wie alle Fürstenhäuser sämtliche Ämter und Würden, das Fürstentum Waldeck wurde zum Freistaat. Die seit 1871 bestehende Garnison wurde geschlossen. Bei einer Volksabstimmung am 30. November 1921 wurde der Kreis Pyrmont abgetrennt, im Rahmen eines Staatsvertrags mit Preußen der preußischen Provinz Hannover zugeordnet und mit dem Landkreis Hameln zum Landkreis Hameln-Pyrmont vereinigt. Als Preußen den Akzessionsvertrag fünf Jahre später kündigte, führte dies zu großen Finanzproblemen im verbliebenen Teil Waldecks. Im Jahre 1929 verlor der Freistaat Waldeck mit seiner Eingliederung in die preußische Provinz Hessen-Nassau seine Eigenständigkeit.
Arolsen galt schon vor 1933 als Hochburg der SS. Unmittelbar nach der Machtergreifung der Nationalsozialisten zog ein Kommando der SA-Hilfspolizei in ein Gebäude der Polizeiverwaltung Arolsen. Seit dem Frühjahr 1935 war Arolsen erneut Garnisonsstadt. In die Kasernen an der Großen Allee zog das 2. Regiment der SS-Verfügungstruppe „Germania“ ein. Im Dezember 1935 kam die Dienststelle des neu geschaffenen SS-Oberabschnitts Fulda-Werra unter Josias Erbprinz zu Waldeck und Pyrmont in das Neue Schloss. Die Kasernen dienten in der Folgezeit auch als SA-Sportschule, SS-Führerschule und bis zum Ende des Krieges als Unterkunft für Wehrmachts-Ersatzeinheiten. Hier wurde der spätere Schauspieler Horst Tappert an der Flak ausgebildet, der „in den Truppenteilen SS-Flak-Ersatzabteilung Arolsen und 14./SS Panzergrenadierregiment 1 ‚Totenkopf‘“ diente. In Arolsen wurde unter den Augen von NSDAP-Ortsgruppenleiter Waldemar von Schoeler und SS-Obergruppenführer Josias zu Waldeck und Pyrmont am Vorabend der Novemberpogrome 1938 ausgetestet, wie die Öffentlichkeit auf tätliche Übergriffe gegen Juden reagieren würde.

### KZ Buchenwald – Außenlager Arolsen
Im Herbst 1943 wurde ein Teil der SS-Verwaltungsschule Dachau in die damalige SS-Kaserne nach Arolsen verlegt. Am 14. November 1943, kurz vor der Eröffnung, wurden 34 Häftlinge für die Umbauarbeiten aus dem KZ Buchenwald unter dem Decknamen „Arthur“ nach Arolsen gebracht. Weitere 26 Häftlinge aus dem KZ Dachau brachte das SS-Lehrpersonal mit. Im Herbst 1944 waren dort insgesamt 123 Häftlinge mit Umbauarbeiten und als Dienstpersonal beschäftigt. Es handelte sich überwiegend um Handwerker aus Deutschland, Belgien, Frankreich, Italien, Jugoslawien, Litauen, Luxemburg, Polen, den Niederlanden, Russland, der Tschechoslowakei, der Ukraine und Ungarn.
Die SS-Führerschule und SS-Bekleidungskammer hatten unter den Außenlagern eine Sonderstellung, da sie direkt dem SS-Wirtschafts- und Verwaltungshauptamt (SS-WVHA) in Berlin unterstellt waren.
Am 29. März 1945, unmittelbar vor dem Einmarsch der US-Armee in den Raum Waldeck/Kassel, erfolgte die „Evakuierung“ durch die SS. Alle Häftlinge wurden in das Lager Buchenwald verbracht. Von einigen ist nachgewiesen, dass sie die anschließenden Todesmärsche nicht überlebten.

### Von der Nachkriegszeit bis zur Gebietsreform 1974
Die Stadt Arolsen blieb in der Zeit des Zweiten Weltkriegs weitgehend von Zerstörungen verschont; der Einmarsch US-amerikanischer Truppen Ende März/Anfang April 1945 verlief ohne größere Kampfhandlungen.
Auf Betreiben der Vereinten Nationen wurde 1946 in Arolsen der Internationale Suchdienst (ITS) eingerichtet, um die Schicksale der Vermissten, Gefangenen und Verschleppten aus der Zeit der NS-Herrschaft und des Zweiten Weltkriegs aufzuklären. Parallel dazu richteten die Alliierten 1946 ein bis 1951 bestehendes DP-Lager ein. Sein Zweck war die Unterbringung von Displaced Persons, die ab 1946 für die UNRRA und das Central Tracing Bureau (CTB) arbeiteten, dem Vorläufer des ITS und der heutigen Arolsen Archives.:S. 27 Aufgrund ihrer Sprachkenntnisse arbeiteten die DPs in nahezu allen Bereichen des CTB/ITS, so vor allem in der Dokumenten- und Suchabteilung. Sie übernahmen Schreib- und Übersetzungsaufgaben, waren aber auch im Küchen- und Fahrdienste eingesetzt.:S. 28 Das Arolsener DP-Camp verteilte sich über mehrere Standorte, für die mehrere Oberbegriffe im Umlauf waren: DP-Camp Arolsen Nr. 511, DP-Labor Camp und ab Juli 1948 K-181 I.T.S. Employees Camp.
In Arolsen befand sich außerdem von März 1947 bis Ende Juli 1949 ein für den Raum Frankfurt zentrales Vocational Training Center (VTC), das Berufsbildungskurse für DPs anbot. Die Kurse waren vor allem für DPs gedacht, die nicht mehr in ihre Herkunftsländer zurückkehren wollten oder konnten und sich auf eine Emigration außerhalb Deutschlands vorbereiten wollten. Das VTC in der Trägerschaft der IRO bot berufskundliche Kurse an und sollte auf die Ausreise und das Leben in einem neuen Land vorbereiten. In den mehrwöchigen Kursen besuchten die DPs Sprachkurse oder erlernten handwerkliche Grundkenntnisse als Schreiner, Schlosser, Schweißer oder Schneider. Während des Bestehens des VTC in Arolsen besuchten zeitweise mehr als 700 DPs die Lehrgänge; ein Teil der Teilnehmer an diesen Kursen wechselte in den Dienst des ITS.:S. 31–33 1949 wurde das VTC wegen des Platzbedarfs des ITS von Arolsen nach Neuburg an der Donau verlegt.:S. 35
Arolsen wurde 1952 zum dritten Mal Garnisonsstadt, als die ehemalige SS-Kaserne von belgischen NATO-Streitkräften bezogen wurde. Im Lauf der kommenden Jahrzehnte bildete sich hierdurch und durch Zuzug von Zivilpersonen eine beachtliche belgische Gemeinde, die trotz des Abzugs der Streitkräfte weiterhin regen Bestand hat. Die Hinterlassenschaften aus der NS-Zeit fanden jedoch nicht nur eine militärische Nachnutzung, sondern führten auch zu einer Traditionspflege der anderen Art.

„Ab Mitte der 1950er Jahre gab es in Arolsen regelmäßige Treffen der Hilfsgemeinschaft auf Gegenseitigkeit der ehemaligen Angehörigen der Waffen-SS (HIAG) oder von ehemaligen Angehörigen der 3. SS-Panzer-Division Totenkopf. 1959 erwirkte die Vereinigung der Verfolgten des Naziregimes (VVN) ein Verbot der Veranstaltung. Trotzdem kam es in den folgenden Jahren immer wieder zu Treffen ehemaliger SS-Angehöriger in Arolsen. Viele Arolser und Arolserinnen schauten bei solchen Treffen jahrelang weg, andere sympathisierten. Erst 1979 entstand ein breiter Protest und die Initiativen Waldecker Bürgerinitiative gegen Neofaschismus und die Kasseler Initiative für das Verbot der SS-Treffen in Arolsen-Mengeringhausen wurden gegründet.“

Zehn Jahre später war in der taz zu lesen, dass es dem inzwischen rot-grünen Magistrat von Arolsen nicht gelungen sei, „ein […] geplantes ‚Veteranentreffen‘ der ehemaligen SS-Verbände ‚Großdeutschland‘ und ‚Brandenburg‘ zu verhindern“.
Bei Bohrungen im Schlosspark wurde 1970 eine Grundwasserquelle erschlossen, deren Mineraliengehalt zur Verleihung des Prädikats „Heilquelle“ für das Vorkommen führte.
Die hessische Gebietsreform führte im Jahr 1974 zur Bildung der Großgemeinde Arolsen. Mit den belgischen Truppen, deren Zivilpersonal und den Familienangehörigen verzeichnete Arolsen etwa 18.200 Einwohner in insgesamt zwölf Stadtteilen. Durch den Zusammenschluss mit Mengeringhausen verstärkte sich die Stellung Arolsens als Garnisonsstadt weiter.

### Hessische Gebietsreform
Im Zuge der Gebietsreform in Hessen wurde freiwillig eingegliedert: Am 1. November 1970 Fusion mit der bis dahin selbständigen Gemeinde Helsen. Am 31. Dezember 1970 kamen Braunsen und Schmillinghausen durch Eingemeindung hinzu. Kohlgrund folgte am 1. Juli 1971. Die bis dahin selbständigen Gemeinden Bühle, Massenhausen, Neu-Berich und Wetterburg wurden am 31. Dezember 1971 zu Arolser Stadtteilen. Die Reihe der Eingemeindungen wurde kraft Landesgesetz am 1. Januar 1974 mit der Eingliederung der Städte Landau und Mengeringhausen sowie der Gemeinde Volkhardinghausen abgeschlossen. Für alle durch die Gebietsreform eingegliederten Gemeinden wurden Ortsbezirke mit Ortsbeirat und Ortsvorsteher nach der Hessischen Gemeindeordnung eingerichtet.

### Vom Heilbad über das Bad zur Gegenwart
Als Heilbad ist Arolsen seit 1977 anerkannt. Im Jahr 1979 wurde die Twistetalsperre nahe dem Ortsteil Wetterburg ihrer Bestimmung übergeben. Der Hauptzweck des Bauwerks ist der Schutz des weiter nördlich und westlich beiderseits der Twiste gelegenen Umlands vor Überschwemmungen; doch schon bald wurde der touristische Wert des neu entstandenen Twistesees erkannt.
Mit der ersten Veranstaltung der „Arolser Barock-Festspiele“ wurde 1985 eine neue kulturelle Tradition begründet. 1990 wurde die nahe dem Residenzschloss gelegene „Fürstliche Reitbahn“ als Festspielhaus eingeweiht. Die Umgestaltung des Bundeswehrstandortes im Ortsteil Mengeringhausen warf ihre Schatten voraus. Mit der Stationierung einer Flugabwehrraketeneinheit und der Reduzierung der dort bisher stationierten gepanzerten Heereseinheiten begann der Wandel zu einem reinen Luftwaffenstandort.
Im Neuen Schloss zwischen „Großer Allee“ und Baumpark wurde 1992 die „Tinnitus-Klinik“ eingerichtet. Sie diente der Behandlung von Patienten, die unter Ohrgeräuschen (Tinnitus) und Erkrankungen des Gleichgewichtsorgans im Innenohr leiden, und erlangte auf diesem Gebiet überregionale Bedeutung. Heute gehört sie zu den Schön Kliniken, die über die Thematik hinaus auch andere psychosomatische Krankheiten behandeln, und ist nicht zu verwechseln mit der nun eigenständig bestehenden Tinnitus Klink Dr. Hesse / dem Ohr- und Hörinstitut Bad Arolsen GmbH. Vorher war das Neue Schloss ein Hotelbetrieb und wurde 1977 von der Dorint AG als 7. Betrieb der Kette übernommen. Als Hoteldirektor wurde der erfahrene Hotelexperte Werner Flegel eingesetzt, der das Hotel erfolgreich bis 1982 leitete.
Mit dem Abzug der belgischen NATO-Truppen 1994 wurde die „Belgische Kaserne“ (die frühere SS-Kaserne) geschlossen. Problematisch blieb die Verwertung des Geländes in günstiger zentraler Lage. In Mengeringhausen räumten die Heereseinheiten die Prinz-Eugen-Kaserne, zwei weitere Flugabwehrraketeneinheiten ließen Arolsen zum reinen Luftwaffenstandort mit etwa 360 Soldaten werden.
Am 22. Januar 1997 wurde der Stadt das Prädikat „Bad“ verliehen. Auf dem Gelände des ehemaligen technischen Bereichs der leerstehenden „Belgischen Kaserne“ entstand im Jahre 2000 mit dem „Arobella“ ein modernes Spaß- und Freizeitbad mit Außenbecken, integrierter Saunalandschaft und angeschlossenem Gesundheitszentrum. Eine 100 Meter lange Röhrenrutsche ist eine der vielen Attraktionen dieser Einrichtung.
Die Truppenstärke in der Prinz-Eugen-Kaserne in Mengeringhausen, in der inzwischen etwa 360 Luftwaffensoldaten stationiert waren, sollte durch Umstrukturierungen auf etwa 400 Soldaten anwachsen. Umfangreiche, mehrere Millionen Euro teure Umbau- und Modernisierungsarbeiten in der Kaserne und auf dem Standortübungsplatz wurden 2002 begonnen, während die Luftwaffeneinheiten die Verlegung nach Bad Arolsen vorbereiteten.
Der 2003 in Bad Arolsen veranstaltete 43. Hessentag brachte bei sommerlichem Wetter rund 780.000 Besucher in die Stadt. Für die Bad Arolser war jedoch die kurz vor Veranstaltungsbeginn angekündigte Schließung des Bundeswehrstandortes im Ortsteil Mengeringhausen ein herber Schlag. Der Zuzug der neuen Einheiten wurde gestoppt, die Auflösung und Verlegung der Verbände und Einheiten sowie der Standortverwaltung wurde angeordnet.
Bad Arolsen verlor im Sommer 2005 den Status als Garnisonsstadt. Die Prinz-Eugen-Kaserne wurde im Dezember 2005 endgültig geschlossen, nachdem zuvor alle Einheiten abgezogen oder aufgelöst worden waren. Die Stadt Bad Arolsen kaufte das Kasernengelände.
Bis 2007 wurden umfangreiche Straßenbauarbeiten in der Schloss- und der Bahnhofstraße durchgeführt. Die Innenstadt Bad Arolsens wurde weitgehend vom Schwerlastverkehr befreit. Anschließend wurde die ehemalige Panzerstraße zur Südumgehung umgebaut und erhielt den Status einer Bundesstraße. Gleichzeitig erfolgte die Rückstufung der bisher durch die Innenstadt verlaufende Bundesstraße zur Gemeindestraße.
Im Frühjahr 2009 wurde ein Teil der Gebäude der Prinz-Eugen-Kaserne abgerissen.

### Ehemalige Garnisonsstadt
Besondere wirtschaftliche Bedeutung für die Stadt hatte ihre Rolle als Garnisonsstadt. Diese Entwicklung begann 1871 mit der Fertigstellung der ersten waldeckischen Kaserne und setzte sich nach einer Unterbrechung während der Weimarer Republik fort mit der Wiederbelebung des Garnisisionswesens ab 1935, die Arolsen zum Standort von SS-Einheiten machte. An die nach dem Zweiten Weltkrieg noch intakte militärische Infrastruktur wurde dann in den 1950er Jahren erneut angeknüpft:
- Während des Kalten Krieges war von November 1952 bis 1994 als Teil der Belgischen Streitkräfte in Deutschland das wallonische Regiment 2e régiment de carabiniers-cyclistes (2cy) bis 5. Mai 1959, abgelöst vom 1. flämischen Panzeraufklärungsregiment (1e Regiment Jagers te Paard) zusammen mit einer Nachschubkompanie und einer Pionierkompanie in der sogenannten „Belgischen Kaserne“ nahe dem Stadtzentrum stationiert.
- Am 17. Dezember 2004 wurde nach 40-jährigem Bestehen der Bundeswehrstandort Bad Arolsen-Mengeringhausen aufgelöst. Im Laufe der Jahre waren in der Prinz-Eugen-Kaserne unter anderem folgende Einheiten und Verbände von Heer und Luftwaffe stationiert:
  - Panzerbataillon 63 (aufgelöst)
  - 3./ Panzerbataillon 61 (gem./gekad.) (aufgelöst)
  - Panzerartilleriebataillon 65 (aufgelöst)
  - Panzerjägerkompanie 60 (aufgelöst)
  - 1., 3. und 4. Staffel der Flugabwehrraketengruppe 38 (aufgelöst)
  - 1., 4. und 5. (jetzt 3.) Staffel der Flugabwehrraketengruppe 21 (jetzt in Sanitz/Prangendorf in Mecklenburg-Vorpommern)

### Staats- und Verwaltungsgeschichte im Überblick
Die folgende Liste zeigt die Staaten und Verwaltungseinheiten, in denen Arolsen bzw. Bad Arolsen lag:
- 1182: Heiliges Römisches Reich, Klostervogtei Arolsen
- 1537 und später: Heiliges Römisches Reich, Grafschaft Waldeck, Amt Mengeringhausen (später Amt Arolsen)
- ab 1712: Heiliges Römisches Reich, Fürstentum Waldeck, Amt Arolsen
- ab 1806: Fürstentum Waldeck, Amt Arolsen
- ab 1815: Fürstentum Waldeck, Oberamt der Diemel
- ab 1816: Fürstentum Waldeck, Oberjustizamt der Diemel
- ab 1849: Fürstentum Waldeck-Pyrmont, Kreis der Twiste[Anm. 1]
- ab 1867: Fürstentum Waldeck-Pyrmont (Akzessionsvertrag mit Preußen), Kreis der Twiste
- ab 1871: Deutsches Reich, Fürstentum Waldeck-Pyrmont, Kreis der Twiste
- ab 1919: Deutsches Reich, Freistaat Waldeck-Pyrmont, Kreis der Twiste
- ab 1929: Deutsches Reich, Freistaat Preußen, Provinz Hessen-Nassau, Regierungsbezirk Kassel, Kreis der Twiste
- ab 1942: Deutsches Reich, Freistaat Preußen, Provinz Hessen-Nassau, Regierungsbezirk Kassel, Landkreis Waldeck
- ab 1944: Deutsches Reich, Freistaat Preußen, Provinz Kurhessen, Regierungsbezirk Kassel, Landkreis Waldeck
- ab 1945: Deutsches Reich, Amerikanische Besatzungszone, Groß-Hessen, Regierungsbezirk Kassel, Landkreis Waldeck
- ab 1946: Deutsches Reich, Amerikanische Besatzungszone, Hessen, Regierungsbezirk Kassel, Landkreis Waldeck
- ab 1949: Bundesrepublik Deutschland, Hessen, Regierungsbezirk Kassel, Landkreis Waldeck
- ab 1974: Bundesrepublik Deutschland, Hessen, Regierungsbezirk Kassel, Landkreis Waldeck-Frankenberg

### Bevölkerung

#### Einwohnerstruktur 2011
Nach den Erhebungen des Zensus 2011 lebten am Stichtag dem 9. Mai 2011 in Bad Arolsen 15.603 Einwohner. Darunter waren 890 (5,7 %) Ausländer, von denen 461 aus dem EU-Ausland, 243 aus anderen europäischen Ländern und 186 aus anderen Staaten kamen.
Nach dem Lebensalter waren 2589 Einwohner unter 18 Jahren, 6276 waren zwischen 18 und 49, 3228 zwischen 50 und 64 und 5850 Einwohner waren älter. Von den deutschen Einwohnern hatten 14,5 % einen Migrationshintergrund. (Bis zum Jahr 2020 erhöhte sich die Ausländerquote auf 12,4 %.) Die Einwohner lebten in 7047 Haushalten. Davon waren 2559 Singlehaushalte, 1922 Paare ohne Kinder und 1833 Paare mit Kindern, sowie 609 Alleinerziehende und 144 Wohngemeinschaften. In 1653 Haushalten lebten ausschließlich Senioren und in 4650 Haushaltungen leben keine Senioren.

#### Einwohnerentwicklung
| • 1738: | 36 Häuser                |
| • 1770: | 70 Häuser, 810 Einwohner |

| Bad Arolsen: Einwohnerzahlen von 1770 bis 2020 | Bad Arolsen: Einwohnerzahlen von 1770 bis 2020 | Bad Arolsen: Einwohnerzahlen von 1770 bis 2020 | Bad Arolsen: Einwohnerzahlen von 1770 bis 2020 | Bad Arolsen: Einwohnerzahlen von 1770 bis 2020 |
| --- | ---------------------------------------------- | ---------------------------------------------- | ---------------------------------------------- | ---------------------------------------------- |
| Jahr |                                                |                                                |                                                | Einwohner                                      |
| 1770 | 1770                                           |                                                | 810                                            | 810                                            |
| 1800 | 1800                                           |                                                | ?                                              | ?                                              |
| 1834 | 1834                                           |                                                | 1.980                                          | 1.980                                          |
| 1840 | 1840                                           |                                                | 2.120                                          | 2.120                                          |
| 1846 | 1846                                           |                                                | 1.797                                          | 1.797                                          |
| 1852 | 1852                                           |                                                | 2.946                                          | 2.946                                          |
| 1858 | 1858                                           |                                                | 2.004                                          | 2.004                                          |
| 1864 | 1864                                           |                                                | 2.164                                          | 2.164                                          |
| 1871 | 1871                                           |                                                | 2.381                                          | 2.381                                          |
| 1875 | 1875                                           |                                                | 2.460                                          | 2.460                                          |
| 1885 | 1885                                           |                                                | 2.442                                          | 2.442                                          |
| 1895 | 1895                                           |                                                | 2.768                                          | 2.768                                          |
| 1905 | 1905                                           |                                                | 2.811                                          | 2.811                                          |
| 1910 | 1910                                           |                                                | 2.793                                          | 2.793                                          |
| 1925 | 1925                                           |                                                | 2.440                                          | 2.440                                          |
| 1939 | 1939                                           |                                                | 3.838                                          | 3.838                                          |
| 1946 | 1946                                           |                                                | 4.726                                          | 4.726                                          |
| 1950 | 1950                                           |                                                | 5.759                                          | 5.759                                          |
| 1956 | 1956                                           |                                                | 5.854                                          | 5.854                                          |
| 1961 | 1961                                           |                                                | 5.646                                          | 5.646                                          |
| 1967 | 1967                                           |                                                | 6.193                                          | 6.193                                          |
| 1972 | 1972                                           |                                                | 10.631                                         | 10.631                                         |
| 1975 | 1975                                           |                                                | 15.619                                         | 15.619                                         |
| 1980 | 1980                                           |                                                | 16.356                                         | 16.356                                         |
| 1985 | 1985                                           |                                                | 15.981                                         | 15.981                                         |
| 1990 | 1990                                           |                                                | 15.277                                         | 15.277                                         |
| 1995 | 1995                                           |                                                | 16.504                                         | 16.504                                         |
| 2000 | 2000                                           |                                                | 16.968                                         | 16.968                                         |
| 2005 | 2005                                           |                                                | 16.861                                         | 16.861                                         |
| 2010 | 2010                                           |                                                | 16.159                                         | 16.159                                         |
| 2011 | 2011                                           |                                                | 15.603                                         | 15.603                                         |
| 2015 | 2015                                           |                                                | 15.507                                         | 15.507                                         |
| 2020 | 2020                                           |                                                | 15.571                                         | 15.571                                         |
| Datenquelle: Historisches Gemeindeverzeichnis für Hessen: Die Bevölkerung der Gemeinden 1834 bis 1967. Wiesbaden: Hessisches Statistisches Landesamt, 1968. Weitere Quellen: ; 1972:; ab 1972:; Zensus 2011 Ab 1972 einschließlich der im Zuge der Gebietsreform in Hessen eingegliederten Orte. |                                                |                                                |                                                |                                                |

#### Religionszugehörigkeit
| • 1895: | 2451 evangelische (88,55 %), 265 katholische (= 9,57 %), 7 anderes christliche-konfessionelle (= 0,25 %), 45 jüdische (= 1,63 %) Einwohner          |
| • 1961: | 4126 evangelische (= 73,08 %), 1195 katholische (= 21,17 %) Einwohner                                                                               |
| • 1987: | 10.604 evangelische (= 72,20 %), 2632 katholische (= 17,92 %), 1450 sonstige (= 9,87 %) Einwohner                                                   |
| • 2011: | 9540 evangelische (= 62,1 %), 2760 katholische (= 18,0 %), 200 orthodoxe (= 1,3 %), 250 andersgläubig (= 1,6 %), 2490 sonstige (= 16,2 %) Einwohner |

#### Erwerbstätigkeit
Die Gemeinde im Vergleich mit Landkreis, Regierungsbezirk Kassel und Hessen:
|                                                   | Jahr | Gemeinde | Landkreis | Regierungsbezirk | Hessen    |
| ------------------------------------------------- | ---- | -------- | --------- | ---------------- | --------- |
| Sozialversicherungspflichtig Beschäftigte         | 2019 | 7.195    | 63.889    | 479.687          | 2.630.864 |
| Veränderung zu                                    | 2000 | +2,7 %   | +15,1 %   | +19,4 %          | +18,8 %   |
| davon Vollzeit                                    | 2018 | 62,8 %   | 70,8 %    | 68,8 %           | 71,1 %    |
| davon Teilzeit                                    | 2018 | 37,2 %   | 29,2 %    | 31,2 %           | 28,9 %    |
| Ausschließlich geringfügig entlohnte Beschäftigte | 2019 | 1.075    | 9.658     | 74.996           | 363.019   |
| Veränderung zu                                    | 2000 | +7,1 %   | +5,4 %    | +2,1 %           | +5,9 %    |

## Politik

### Stadtverordnetenversammlung
Die Kommunalwahl am 14. März 2021 lieferte folgendes Ergebnis, in Vergleich gesetzt zu früheren Kommunalwahlen:
| Stadtverordnetenversammlung – Kommunalwahlen 2021 | Stadtverordnetenversammlung – Kommunalwahlen 2021                                        |
| --- | ---------------------------------------------------------------------------------------- |
| Stimmenanteil in %Wahlbeteiligung 47,4 % 403020100 33,7 (−2,4)23,9 (−3,2)15,6 (+5,2)10,2 (n. k.)8,8 (n. k.)7,9 (−1,2)n. k. (−17,3) CDUSPDGrüneFWGdOLeFDPFWG/OL20162021Anmerkungen:d 2016: zusammen mit OLe Offene Liste; 2016: zusammen mit FWG | SitzverteilungInsgesamt 37 Sitze - SPD: 9 - Grüne: 6 - FWG: 4 - OL: 3 - CDU: 12 - FDP: 3 |

| Parteien und Wählergemeinschaften | Parteien und Wählergemeinschaften           | % 2021 | Sitze 2021 | % 2016 | Sitze 2016 | % 2011 | Sitze 2011 | % 2006 | Sitze 2006 | % 2001 | Sitze 2001 |
| --------------------------------- | ------------------------------------------- | ------ | ---------- | ------ | ---------- | ------ | ---------- | ------ | ---------- | ------ | ---------- |
| CDU                               | Christlich Demokratische Union Deutschlands | 33,7   | 12         | 36,1   | 13         | 30,4   | 11         | 40,9   | 15         | 39,2   | 14         |
| SPD                               | Sozialdemokratische Partei Deutschlands     | 23,9   | 9          | 27,1   | 10         | 24,5   | 9          | 30,2   | 11         | 31,7   | 12         |
| Grüne                             | Bündnis 90/Die Grünen                       | 15,6   | 6          | 10,4   | 4          | 9,8    | 4          | 6,6    | 2          | 5,1    | 2          |
| FWG                               | Freie Wählergemeinschaft                    | 10,2   | 4          | —      | —          | 4,6    | 2          | 6,8    | 3          | 7,0    | 3          |
| OL                                | Offene Liste                                | 8,8    | 3          | —      | —          | 7,5    | 3          | 8,2    | 3          | 10,1   | 4          |
| FDP                               | Freie Demokratische Partei                  | 7,9    | 3          | 9,1    | 3          | 4,3    | 2          | 7,3    | 3          | 6,9    | 2          |
| FWG/OL                            | Freie Wählergemeinschaft/Offene Liste       | —      | —          | 17,3   | 7          | —      | —          | —      | —          | —      | —          |
| BGL                               | Die Bürgerliste                             | —      | —          | —      | —          | 17,7   | 6          | —      | —          | —      | —          |
| SAG                               | SAG                                         | —      | —          | —      | —          | 1,2    | 0          | —      | —          | —      | —          |
| Gesamt                            | Gesamt                                      | 100,0  | 37         | 100,0  | 37         | 100,0  | 37         | 100,0  | 37         | 100,0  | 37         |
| Wahlbeteiligung in %              | Wahlbeteiligung in %                        | 47,4   | 47,4       | 47,1   | 47,1       | 48,8   | 48,8       | 46,8   | 46,8       | 54,6   | 54,6       |

### Bürgermeister
Nach der hessischen Kommunalverfassung wird der Bürgermeister für eine sechsjährige Amtszeit gewählt, seit dem Jahr 1993 in einer Direktwahl, und ist Vorsitzender des Magistrats, dem in der Stadt Bad Arolsen neben dem Bürgermeister der Erste Stadtrat sowie sieben weitere ehrenamtliche Stadträte angehören. Bürgermeister ist seit dem 1. Mai 2022 der parteiunabhängige Marko Lambion. Sein Amtsvorgänger Jürgen van der Horst, der Ende 2019 für eine dritte Amtszeit gewählt worden war, wechselte mit Jahresende 2021 als Landrat zum Landkreis Waldeck-Frankenberg. Somit musste die Wahl eines neuen Bürgermeisters vorgezogen werden. Marko Lambion wurde am 27. März 2022 im ersten Wahlgang ohne Gegenkandidaten bei 27,67 Prozent Wahlbeteiligung mit 90,94 Prozent der Stimmen gewählt.
Amtszeiten der Bürgermeister
- 2022–2028 Marko Lambion[38]
- 2008–2021 Jürgen van der Horst
- 1996–2008 Gerhard Schaller
- 1990–1996 Helmut Kossmann (SPD)[41][42]
- 1984–1990 Ernst Hubert von Michaelis (CDU)[43]
- 1966–1984 Günter Welteke[44]
- 1922–1945 Richard Beekmann[45]

### Wappen
Am 30. März 1976 genehmigte der Hessische Minister des Innern das Wappen mit folgender Beschreibung:
| Wappen von Bad Arolsen | Blasonierung: „In Silber eine bewurzelte grüne Eiche mit goldenen Eicheln, belegt mit einem goldenen Herzschild, der ein schwarzes A überhöht von einem oberhalben schwarzen Stern zeigt.“ |
| Wappen von Bad Arolsen | Wappenbegründung: Das Wappen ist eine Kombination aus einer Eiche als Symbol der Wälder in der Umgebung und der Tatsache, dass die Stadt ein Kurort ist, der auf sauberer Luft und sauberem Wasser basiert, und einem Herzschild, das den Waldecker Stern und den Anfangsbuchstaben des Stadtnamens zeigt. Das ursprüngliche Wappen, das vom 18. Jahrhundert bis 1938 verwendet wurde, zeigte den Stern und die Initiale unter dem sogenannten Gottesauge, einem von Sonnenstrahlen umgebenen Dreieck. Das Gottesauge war wahrscheinlich ein religiöses oder freimaurerisches Symbol und in den 1930er Jahren nicht akzeptabel. 1938 wurde es daher durch eine Eiche ersetzt, um das heutige Wappen zu bilden. Es wurde am 2. Februar 1938 für die Stadt Arolsen und 1976 erneut für die neugebildete Großgemeinde genehmigt. Der Einfluss der Nationalsozialisten in die Entscheidung belegt die Akte im Stadtarchiv. |

### Flagge
Am 30. März 1976 genehmigte der Hessische Minister des Innern die Flagge mit folgender Beschreibung:

„Die Flagge zeigt die Farben Schwarz-Gold-Schwarz im Verhältnis 1:3:1, belegt mit dem Wappen der Stadt.“

Ab dem 23. September 1929 führte Arolsen bereits eine Flagge, die, angelehnt an das damalige Wappen, ein schwarz-gelb-schwarzes Flaggentuch mit einem Streifenverhältnis von ca. 1:4:1 zeigte, in dem im gelben Streifen, der leicht zur Höhe verschoben war, sich eine schwarze Initiale „A“ befand, die von einem oberhalben schwarzen achtstrahligen Stern gekrönt wurde. Auf der Grenzlinie der oberen Streifen befand sich ein weißes Gottesauge mit Strahlen in gegenläufigen Farben.

### Städtepartnerschaften
Bad Arolsen unterhält mit folgenden Städten eine Städtepartnerschaft:
- Heusden-Zolder, Flandern, Belgien (seit 1973)
- Hermann, Missouri, Vereinigte Staaten (seit 1987)
- Klütz, Mecklenburg-Vorpommern, Deutschland (seit 1990)
- Bad Köstritz, Thüringen, Deutschland (seit 1991)

In Bad Arolsen und Umgebung waren zahlreiche belgische Soldaten stationiert. Dies erklärt die relativ große belgische Gemeinde in der Gegend.

## Kultur und Sehenswürdigkeiten

### Stadtbild

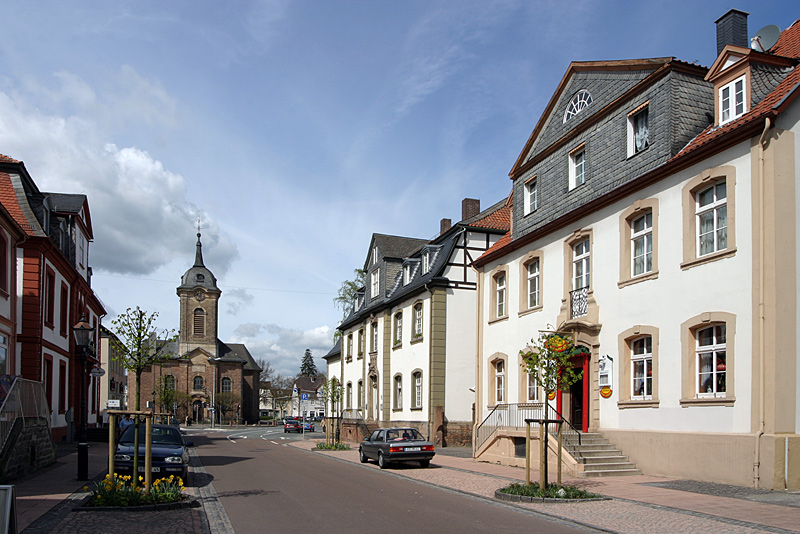
Innenstadt mit Stadtkirche Arolsen

Bemerkenswert ist der barocke Stadtgrundriss in der Nähe des Schlosses. Das Straßenraster zeigt das für die damalige Zeit typische Schachbrettmuster. Geplant war, östlich und westlich des Schlosses einen gespiegelten Stadtgrundriss zu bebauen. Die Planung wurde jedoch nicht vollständig ausgeführt, da nach der Fertigstellung des westlichen Teils der Marstall-Anlage kein Geld für deren östliche Erweiterung übrigblieb. Die östliche Hälfte wird deshalb heute durch Landschaftsbaumaßnahmen bestimmt.
Viele der Gebäude im östlichen Altstadtbereich stehen unter Denkmalschutz. Seit 1999 gibt es eine Gestaltungssatzung für diesen Bereich, um durch einen Ensembleschutz das Stadtbild zu sichern.

#### Große Allee

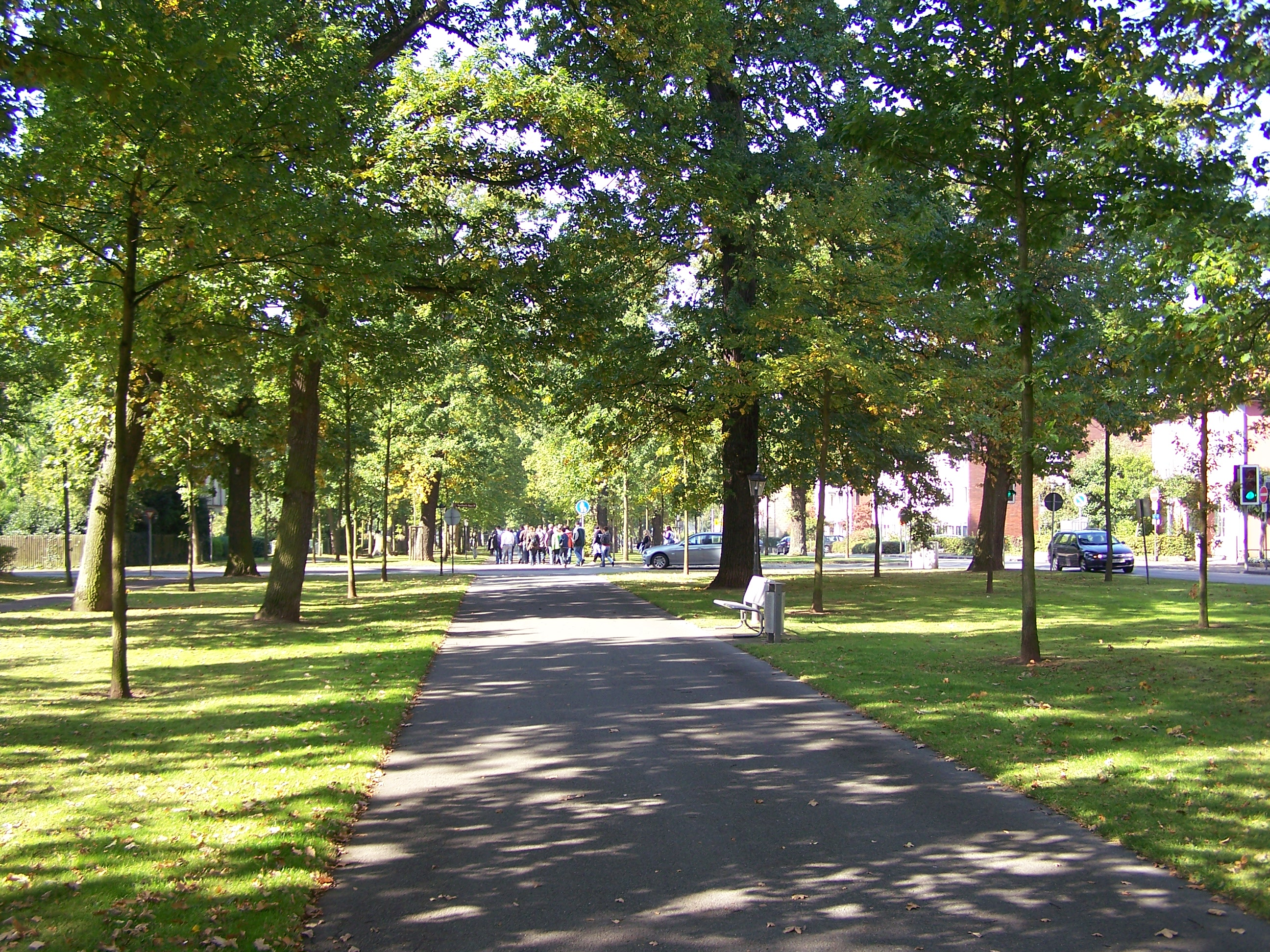
Die Große Allee

Eine Besonderheit des Stadtbilds ist die im Jahre 1676 angelegte Große Allee, die auf etwa 1600 Meter Länge in Ost-West-Richtung verläuft und einst am Alten Schloss begann. Sie ist sechsreihig mit rund 880 Eichen bepflanzt. Besonders im Sommer lockt sie wegen ihrer schattenspendenden Anlage viele Spaziergänger an. Gedacht war sie als breite und repräsentative Verbindung des Schlosses mit dem Lustschloss Charlottenthal, das allerdings schon 1725 wieder abgerissen wurde.

#### Residenzschloss

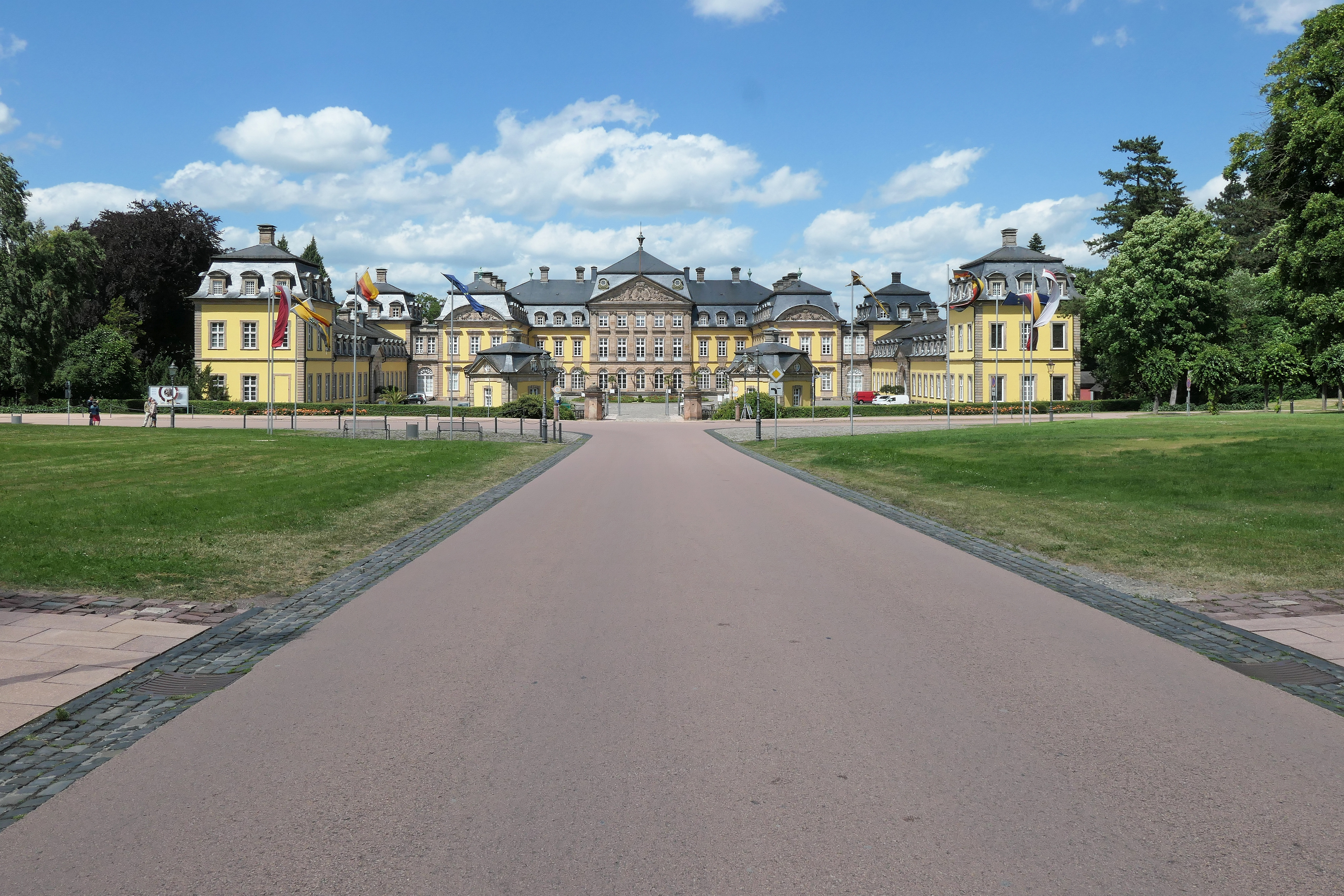
Residenzschloss

Fürst Friedrich Anton zu Waldeck und Pyrmont ließ das barocke Residenzschloss als imposante dreiflügelige Anlage durch den Baumeister Julius Ludwig Rothweil ab 1710 erbauen und bezog es 1720 unfertig. Aus Geldnot zogen sich die Bauarbeiten rund hundert Jahre hin. Erst unter dem Fürsten Friedrich wurde das Schloss um 1810 vollendet. Bedeutend sind insbesondere die Deckengemälde des italienischen Künstlers Carlo Ludovici Castelli und die herausragenden Stuckarbeiten von Andrea Gallasini. Die Architektur orientiert sich am Schloss Versailles.

#### Stadtkirche

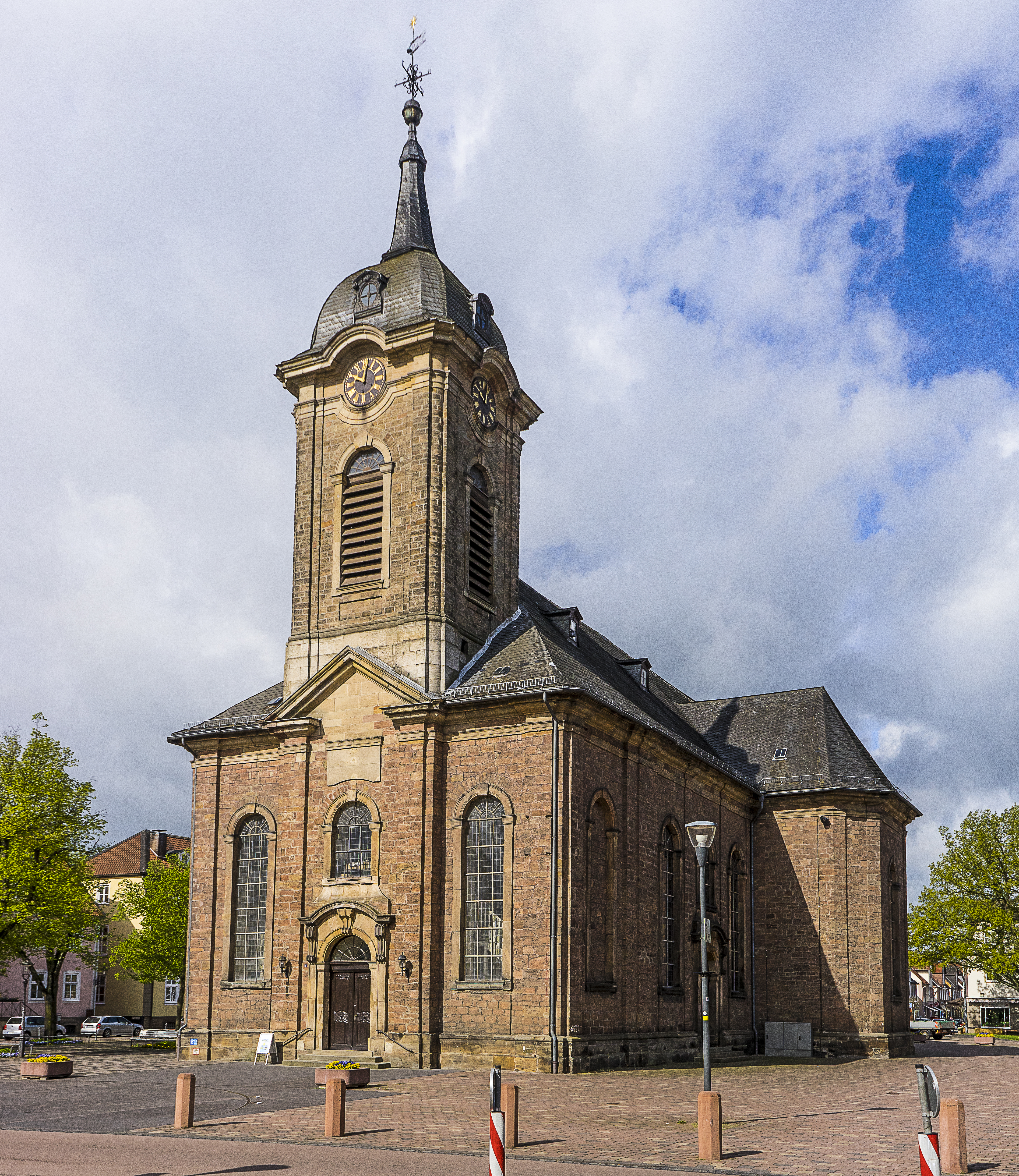
Stadtkirche Arolsen

Das Sakralbau ist anders als üblich nicht geostet, sondern wurde aufgrund des fürstlichen Bauplans für die barocke Kernstadt „gewestet“ (= der Altar ist in westlicher Himmelsrichtung). Abweichend von diesem unvollendet gebliebenen Plan ist nicht das Residenzschloss, sondern die Kirche der faktische Mittelpunkt der Altstadt.
Nach der Grundsteinlegung am 16. August 1735 waren drei Baumeister am Kirchenbau beteiligt, der Bau ging meist wegen Geldmangel nur schleppend voran: Das Richtfest war 21 Jahre später, am 19. November 1756. Bis zur Fertigstellung vergingen nochmals 31 Jahre: Nach insgesamt 52 Jahren Bauzeit war die Kirchweihe der Stadtkirche am 16. September 1787.
Zu ihren Besonderheiten zählen die drei weißen Marmor-Skulpturen „Glaube“, „Liebe“, „Hoffnung“ (1844/1852) von Christian Daniel Rauch.

#### Neues Schloss

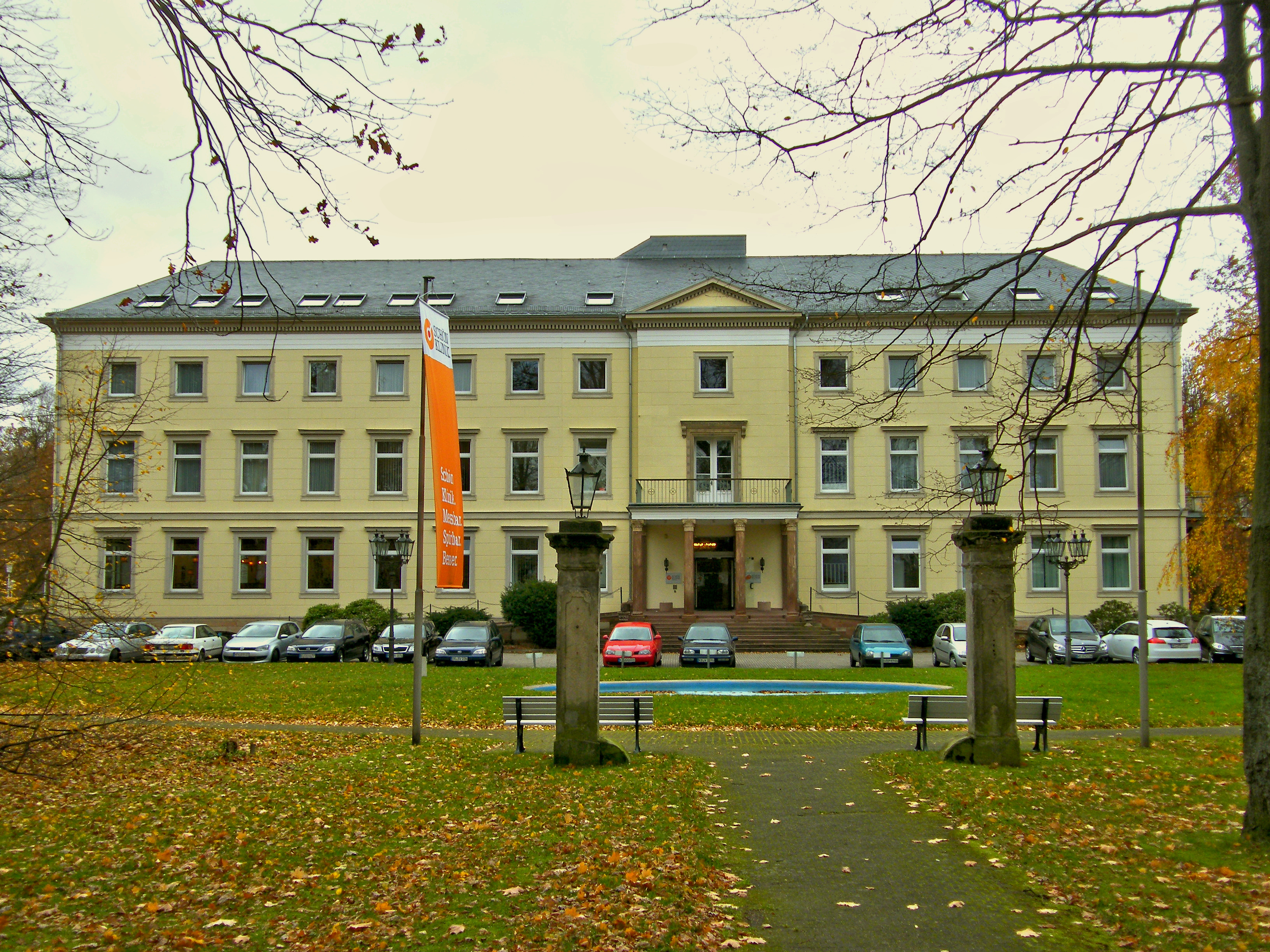
Neues Schloss

Das Neue Schloss wurde als Witwensitz von Christiane, der Gattin von Karl August Friedrich, durch Baumeister Franz Friedrich Rothweil von 1764 bis 1778 erbaut und mit einer Innenausstattung im Rokokostil eingerichtet. Der Schlosspark wurde nach dem Abschluss der Bauarbeiten angelegt und vielseitig, überwiegend mit exotischen Nadelbäumen bepflanzt. Nach Süden schloss der Park mit einem großen terrassenförmig angelegten Obst- und Gemüsegarten ab. Ein Reiseführer aus dem Jahr 1785 beschreibt den „Fürstin Garten“ als besondere Schönheit. 1853 gestaltete der Baumeister Franz Curtze das Schloss nach Plänen von Wilhelm Braß klassizistisch um. Bei einem Brand 1970 wurde das Innere vollständig zerstört. Im selben Jahr begann der Wiederaufbau mit einer Erweiterung nach Süden. Nach Abschluss der Arbeiten wurde dort 1974 das Hotel Neues Schloss eröffnet, das seit 1992 zusammen mit einem Neubau als Tinnitus-Klinik genutzt wird. 1977 pachtete die Dorint das Hotel.

### Museen

#### Museum Bad Arolsen
Das Museum Bad Arolsen präsentiert in insgesamt fünf über die Stadt verteilten Gebäuden Kunstsammlungen. Dabei handelt es sich im Einzelnen um:
- Im Christian-Daniel-Rauch-Museum im Marstall werden zahlreiche Skulpturen als Leihgaben der Alten Nationalgalerie in Berlin zusammen mit Werken von Christian Daniel Rauch gezeigt.
- Das C. D. Rauch-Geburtshaus, Geburtshaus Christian Daniel Rauchs, zeigt sowohl persönliche Gegenstände aus dem Leben des Künstlers als auch Skizzen von ihm.
- Das Schreibersche Haus bietet unter anderem Gemälde und graphische Arbeiten aus dem 19. Jahrhundert aus der Malerdynastie um Wilhelm von Kaulbach. Der Festsaal, von Johann Friedrich Valentin gestaltet, gehört mit seinen Schnitzereien zu den schönsten Hessens.
- Das Kaulbachhaus, Geburtshaus des Historienmalers und Illustrators Wilhelm von Kaulbach, gehört zu den ältesten Gebäuden der Stadt. Es beherbergt Gemälde und graphische Arbeiten der Arolser Malerfamilie und eine originale Schreinerwerkstatt.
- Das Residenzschloss bietet zusätzlich zu den eigenen Besichtigungsmöglichkeiten wechselnde Kunstausstellungen.

#### Weitere Museen
- Heimatmuseum in Mengeringhausen,
- Heimatstube in Helsen,
- Waldecker Spielzeugmuseum in Massenhausen[51]
- Museum für Frühlings- und Osterbräuche in Schmillinghausen

### Veranstaltungen
Jährliche Veranstaltungen
- Seit 1985 werden die überregional bekannten Arolser Barock-Festspiele im Festspielhaus „Fürstliche Reitbahn“ präsentiert.
- Seit 1985 findet zudem der Traditionelle Bad Arolser Ostermarkt und seit 2007 am Ostersonntag das Osterfeuer der Freiwilligen Feuerwehr Bad Arolsen auf dem Festplatz Königsberg statt.
- Jährlich, in der ersten Augustwoche wird der Arolser Kram- und Viehmarkt, der heute eines der größten Volksfeste Nordhessens ist, mit Gewerbeschau und dem traditionellen Viehauftrieb am Freitagvormittag, auf dem Königsberg ausgetragen. 2010 bereits zum 280. Mal.
- Internationaler Bad Arolser Twistesee-Triathlon jedes Jahr Mitte/Ende August
- Landauer Kram- und Viehmarkt im Stadtteil Landau
- Twistesee-Adventsmarathon jeweils am Samstag vor dem ersten Advent
- Weihnachtsmarkt – an vier Tagen auf dem Kirchplatz im Stadtzentrum. Neben den üblichen Marktständen und Fahrgeschäften wird auf mehreren Bühnen Live-Musik geboten.

Sonstige Veranstaltungen
- Im Jahr 2003 war Bad Arolsen Ausrichter des 43. Hessentags.
- Am 6. und 7. Juli 2007 und vom 9. bis 12. Juli 2008 fanden die beiden ersten „Magic Circle Festivals“ in der ehemaligen Prinz-Eugen-Kaserne in Mengeringhausen statt.
- Alle sieben Jahre ist der Stadtteil Mengeringhausen Austragungsort des traditionellen großen Freischießens. Die nächste Veranstaltung ist für Juni 2024 vorgesehen.

### Twistesee
Ein Ausflugsziel in unmittelbarer Nähe von Bad Arolsen ist der als Hochwasserschutzbauwerk angelegte Twistesee, der viele Freizeitmöglichkeiten bietet. Der am Zufluss des Twistesees gelegene Vorstau ist als Vogelschutzgebiet ausgewiesen. Am Westufer befindet sich ein Strandbad mit Umkleidemöglichkeiten, Toilette und Kiosk, in der Nähe befindet sich ein Golfplatz sowie ein Wasserski-Lift. Ein 7 km langer Rundweg um den See führt am Westufer über die Strandpromenade, am Ostufer nur teilweise asphaltiert mit einigen kurzen aber kräftigen Steigungen durch den Wald, der hier bis an das Seeufer reicht. Am Ostufer gibt es eine große Liegewiese, eine FKK-Wiese und eine abgesperrte Fläche für Schiffsmodelle.
Der Edersee liegt etwa 22 Kilometer südlich der Stadt und bietet vielfältige Freizeitmöglichkeiten.

### Rezeption
Bad Arolsen und seine Umgebung wie der Twistesee sind Gegenstand des Schlagertitels „Wir seh’n uns wieder in Arolsen“ von Bernd Apitz.

## Wirtschaft und Infrastruktur

### Tourismus
Bad Arolsen und seine Ortsteile liegen in einer ausgeprägt hügeligen Landschaft mit ausgedehnten Waldbeständen. Zahlreiche Wanderwege und Radwanderstrecken sind ausgeschildert.
Durch das Stadtgebiet verläuft die deutsch-niederländische Ferienstraße „Oranier-Route“.

### Verkehr
Bad Arolsen liegt an der Bahnstrecke von Kassel nach Korbach. Der Bahnhof wird stündlich von der Linie RB4 bedient.
| Linie | Verlauf | Takt   |
| ----- | --- | ------ |
| RB4   | Korbach Hbf – Twiste – Mengeringhausen – Bad Arolsen – Külte-Wetterburg – Volkmarsen – Ehringen – Wolfhagen – Zierenberg – Ahnatal-Weimar – Vellmar-Obervellmar – Kassel-Wilhelmshöhe Stand: Fahrplanwechsel Dezember 2021 | 60 min |

Ein großer Teil des öffentlichen Personennahverkehrs wird mit Bussen des Nordhessischen Verkehrsverbunds (NVV) abgewickelt. Außerdem wird die Stadt vom Busverkehr Ruhr-Sieg (BRS) angefahren. Im Stadtbereich Bad Arolsen wird zudem ein Anrufsammeltaxidienst angeboten.
Die Stadt liegt an den Bundesstraßen 252 (Ostwestfalen–Marburg) und 450 (Bad Arolsen–Wolfhagen–Fritzlar). Im Norden ist Bad Arolsen über die B 252 in etwa 13 km Entfernung an das Autobahnnetz angeschlossen (A 44, Anschlussstelle Diemelstadt).
Über Land- und Kreisstraßen sind Marsberg, Diemelsee, Volkmarsen und Bad Wildungen, über Bundesstraßen die benachbarten Städte Diemelstadt, Wolfhagen und Korbach erreichbar.
Mit dem Ausbau der ehemals als Panzerstraße genutzten Hagenstraße zur Bundesstraße 450 verfügt Bad Arolsen ab Ende 2008 über eine Südumgehung. Diese trägt zur weiteren Verkehrsberuhigung der Stadt bei, das Stadtgebiet wird weitgehend vom Schwerlastverkehr entlastet.

### Ansässige Unternehmen
Neben zahlreichen kleineren Unternehmen sind die größten Arbeitgeber der Stadt:
- ALMO-Erzeugnisse Erwin Busch GmbH, weltweit tätiger Hersteller medizinischer Einmalspritzen (gehört zum Konzern B. Braun Melsungen).
- HEWI Heinrich Wilke GmbH, Hersteller von Sanitärprogrammen, Beschlägen, Beschilderungen, elektronischen Schließsystemen.
- Superior Essex Inc. (USA) [gehört zum Konzern LS Cable & System], die eine Produktionsstätte zur Herstellung und Lackbeschichtung von Kupfer-Wickeldrähten betreibt und diese 1992 von Alcatel übernommen hatte.
- H-Hotels AG (vormals „Hospitality Alliance AG Deutschland“, davor „TREFF Hotels“), eine der größten Hotelketten in Deutschland.
- Bathildisheim, ein diakonisches Sozialunternehmen, welches vielfältige Dienstleistungen für Menschen mit Behinderungen anbietet. Wirkungsort ist Nordhessen.
- Rügenwalder Spezialitäten Plüntsch, ein Hersteller von Wurstwaren mit Ursprung in Rügenwalde.

### Gewerbegebiete

#### Ehemalige belgische Kaserne
Nach dem Abzug der belgischen Streitkräfte 1994 war das gesamte Gelände der ehemaligen „Belgischen Kaserne“ in guter Innenstadtlage lange Zeit ungenutzt. Nur gelegentlich wurde der große Exerzierplatz für öffentliche Veranstaltungen genutzt. Nach langen Verhandlungen wurde unter Einbeziehung der teilweise unter Denkmalschutz stehenden Teile ein Einkaufszentrum mit großzügigen Parkflächen errichtet.

#### Auf dem Hagen
An der Bundesstraße 450 entsteht seit August 2006 auf dem Gelände der ehemaligen Prinz-Eugen-Kaserne im Stadtteil Mengeringhausen ein Industrie- und Gewerbepark. Zurzeit befindet sich ein Holzheizkraftwerk mit 20 MW Feuerungsleistung im Bau, und für 2009 ist die Errichtung einer Biogasanlage mit 2,5 MW elektrischer Leistung geplant. Ein Asphalt-Mischwerk befindet sich am östlichen Rand des ehemaligen Kasernengeländes.

#### Mengeringhäuser Feld
Das größte Gewerbegebiet Bad Arolsens liegt südwestlich der Kernstadt im „Mengeringhäuser Feld“. Es verfügt über einen direkten Anschluss an die Bundesstraße 252.

#### In den Siepen
Das kleinste Gewerbegebiet in Bad Arolsen befindet sich auf dem ehemaligen Gelände der hagro-Möbelfabrik in der Nähe des Bahnhofs. Dort sind Unternehmen aus den Bereichen Werbung, Handel, Handwerk und Industrie angesiedelt, zudem das BAC Theater (Bad Arolsen Company e. V.). Die BAC ist ein freies Theaterensemble.

### Öffentliche Einrichtungen
Bad Arolsen ist der Sitz einer Verwaltungsstelle des Hessischen Amtes für Straßen- und Verkehrswesen sowie einer Außenstelle der Kfz-Zulassungsbehörde des Landkreises Waldeck-Frankenberg. Das Amtsgericht Bad Arolsen wurde im Jahre 2011 aufgelöst. Zuständig ist seitdem das Amtsgericht Korbach.

#### Suchdienst

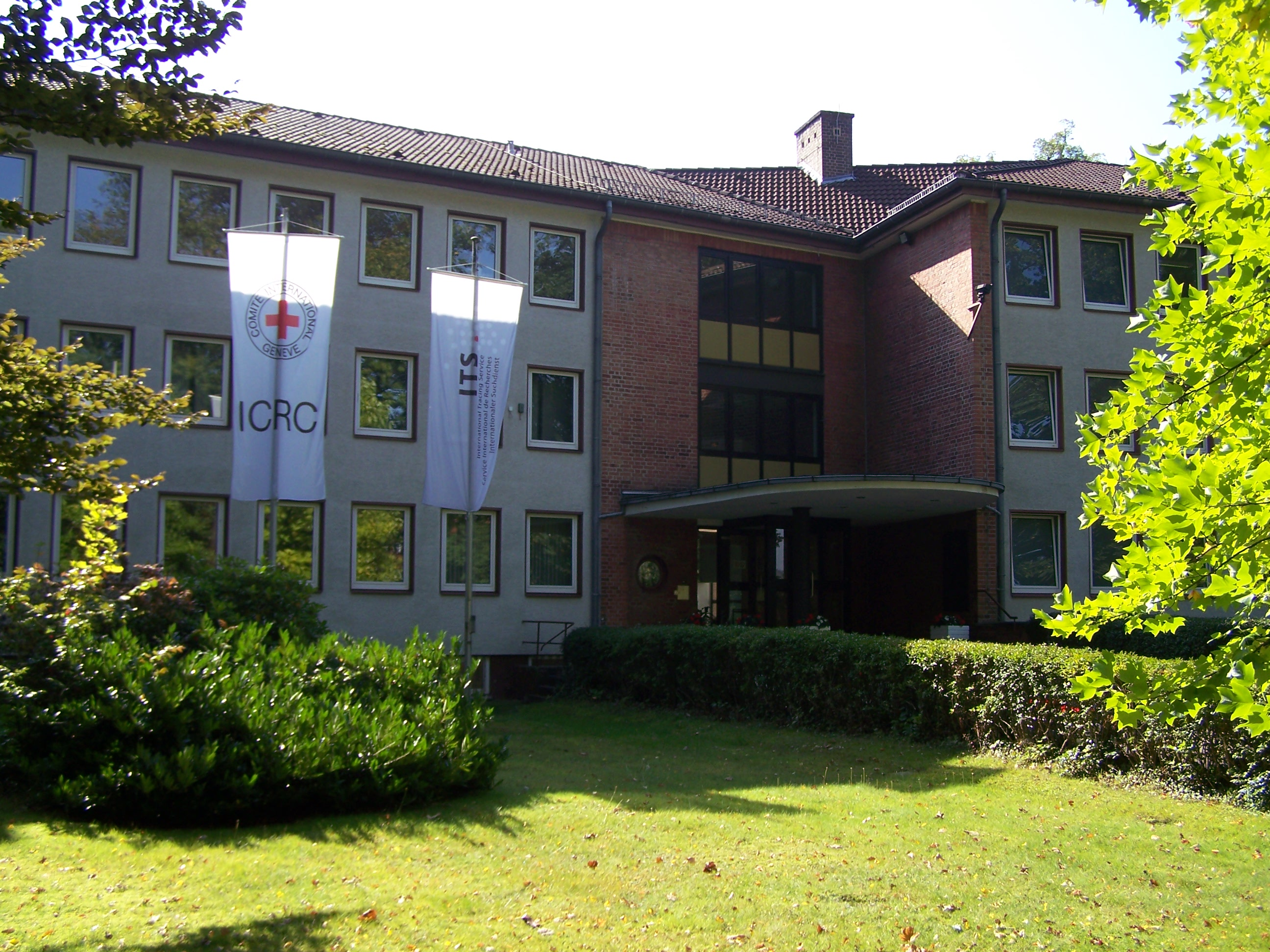
Das Hauptgebäude des ITS

Bad Arolsen ist seit 1946 Sitz des Internationalen Suchdienstes (ITS), ein Dokumentationszentrum über die nationalsozialistische Verfolgung, das für Überlebende und Angehörige ins Leben gerufen wurde. Diese Institution wurde ab 1955 vom Internationalen Komitee vom Roten Kreuz geleitet und verwaltet. Das Bundesarchiv hat diese Funktion zum Jahreswechsel 2012/13 übernommen, da sich der Aufgabenbereich des ITS inzwischen vom Humanitären zum Archivarischen gewandelt hatte und er nun primär der Forschung dient; das Rote Kreuz besitzt weiterhin Beobachterstatus. Die Finanzierung wird von der Bundesrepublik Deutschland geleistet. Seit 21. Mai 2019 trägt die Einrichtung den Namen Arolsen Archives – International Center on Nazi Persecution.

#### Sonderstandesamt
Für die Beurkundung der Sterbefälle von Häftlingen der ehemaligen deutschen Konzentrationslager ist laut § 38 Personenstandsgesetz ausschließlich der Standesbeamte des Sonderstandesamts Bad Arolsen zuständig.

#### Bildung
Bad Arolsen verfügt über ein breitgefächertes schulisches Angebot:
- vier Grundschulen (Kernstadt Bad Arolsen, Helsen, Landau, Mengeringhausen)
- zwei Förderschulen (Heinrich-Lüttecke-Schule, Karl-Preising-Schule)
- eine Haupt- und Realschule (Kaulbach-Schule)
- ein Gymnasium (Christian-Rauch-Schule)
- zwei Berufsschulen (Berufliche Schulen Korbach und Bad Arolsen, Staatliche Berufsschule im Berufsbildungswerk Nordhessen)
- Musikschule Bad Arolsen

Schulen in Bad Arolsen
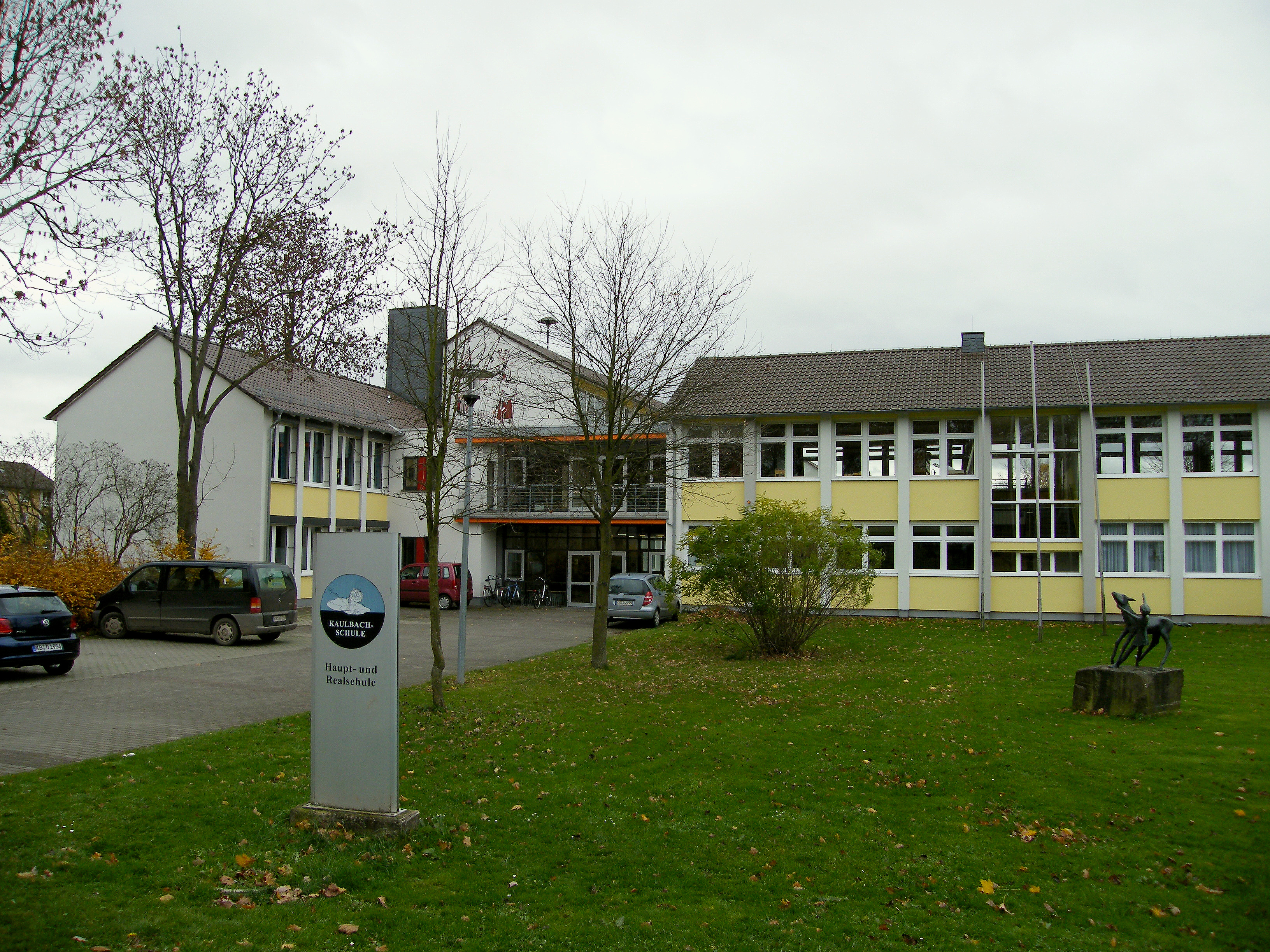
Kaulbachschule
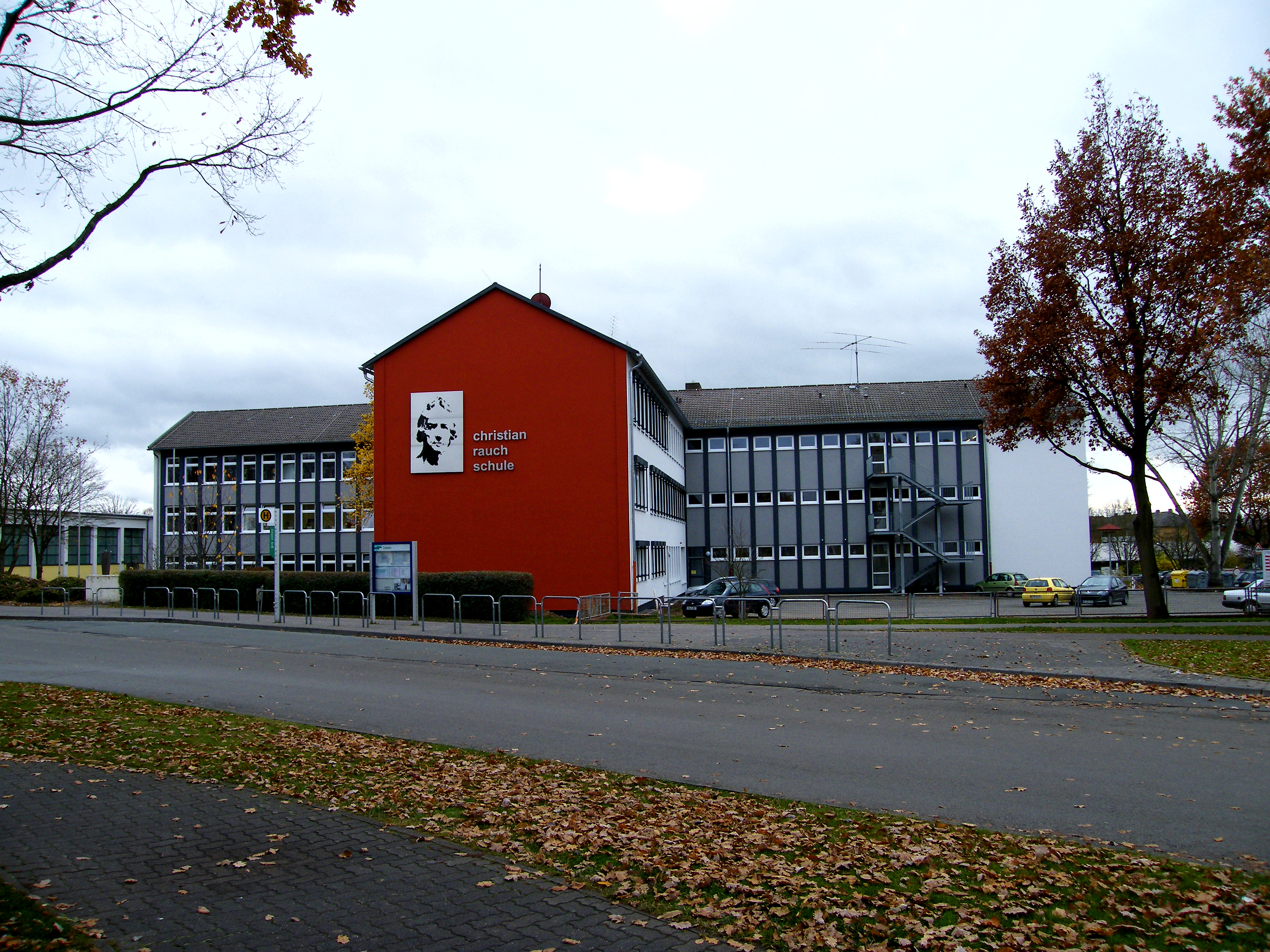
Christian-Rauch-Schule
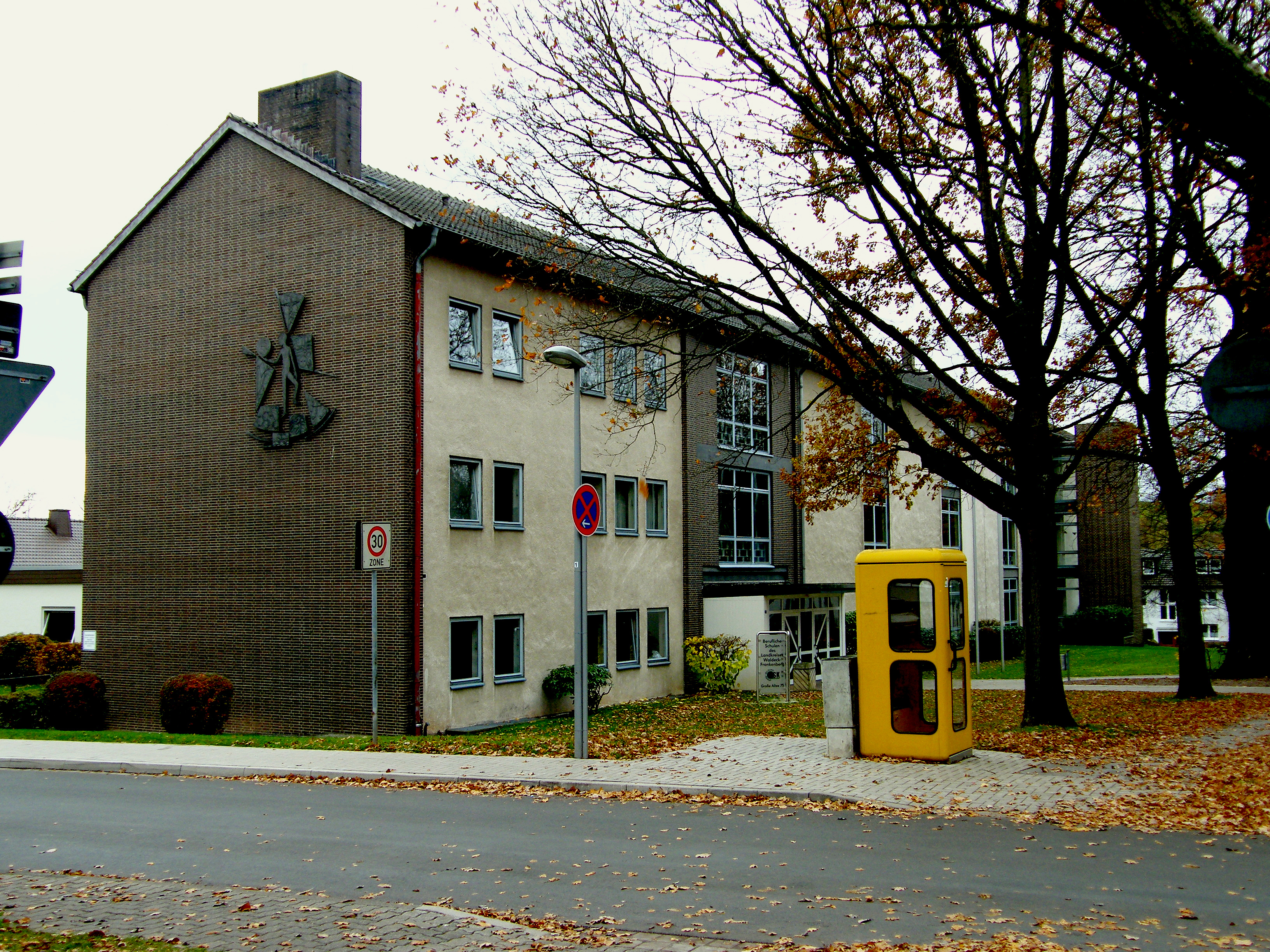
Berufliche Schulen Korbach und Bad Arolsen Standort: Bad Arolsen

Die folgenden Einrichtung der örtlichen Kinder- und Jugendbetreuung stehen unter der Leitung des Kirchlichen Rentamts:
- acht Kindertagesstätten
- das Kinderheim „Sophienheim“
- das Jugend- und Kulturzentrum „Come In“

Die Evangelische Kirche von Kurhessen-Waldeck mit zahlreichen Pfarrämtern, diakonischen Einrichtungen, Kindergärten und im Kirchenkreisamt.

### Behindertenförderung
Seit dem Jahr 1912 gibt es in Bad Arolsen Einrichtungen zur Betreuung behinderter Menschen. Nach ihrer Namensgeberin, Fürstin Bathildis, wurde das Bathildisheim benannt. Grundlage war ein Heim für die Betreuung körperbehinderter Kinder.
Heute ist es ein modernes Sozialunternehmen, welches vielfältige Dienstleistungen für Menschen mit Behinderungen anbietet. Es gliedert sich in folgende Bereiche:
- mein weg – Wohnangebote für Kinder, Jugendliche und Erwachsene
- Bathildisheimer Werkstätten
- Berufsbildungswerk Nordhessen
- Karl-Preising-Schule
- Zentrale Fachdienste
- Bunte Vielfalt
- PIKSL Labor Kassel.

Insgesamt werden im Bathildisheim über 1100 Menschen mit Behinderung gefördert und begleitet.

### Gesundheit
Bad Arolsen verfügt über mehrere Krankenhäuser und Spezialkliniken:
- „Krankenhaus Bad Arolsen GmbH“ als Allgemeinkrankenhaus
- „Medizinisch-psychosomatische Klinik Große Allee“. Kompetenzzentrum für Psychosomatik für die Behandlung von Tinnitus, Depressionen, Angststörungen und Burn-out-Syndrom sowie Schwindelerkrankungen
- „Medizinisch-psychosomatische Klinik Bad Arolsen“. Fachkrankenhaus für Psychosomatik, seit 1. April 2008 Teil des Krankenhausplans des Landes Hessen
- „Tinnitus-Klinik Dr. Hesse“, Fachkrankenhaus zur Behandlung von Gehör- und Schwindelerkrankungen im Krankenhaus Bad Arolsen
- „Gesundheitszentrum im Freizeitbad Arobella“. Gesundheitsvorsorge und Therapie.

Trotz der Förderung von Arolsen als Kurort über Jahrzehnte hinweg befindet sich der Gesundheitssektor der Stadt – wie andere traditionelle Kurorte auch – in einer Krise.

## Persönlichkeiten

### Ehrenbürger
- 25. Juli 1821 Carl von Padberg
- 1821 Ludwig Hagemann
- 30. März 1895 Fürst Otto von Bismarck
- Heinrich Schwaner (1836–1909), deutscher Landtagsabgeordneter und 1. Beigeordneter in Arolsen

### Söhne und Töchter der Stadt
(Wenn keine Angabe, dann ist der Geburtsort Arolsen oder unbekannt)

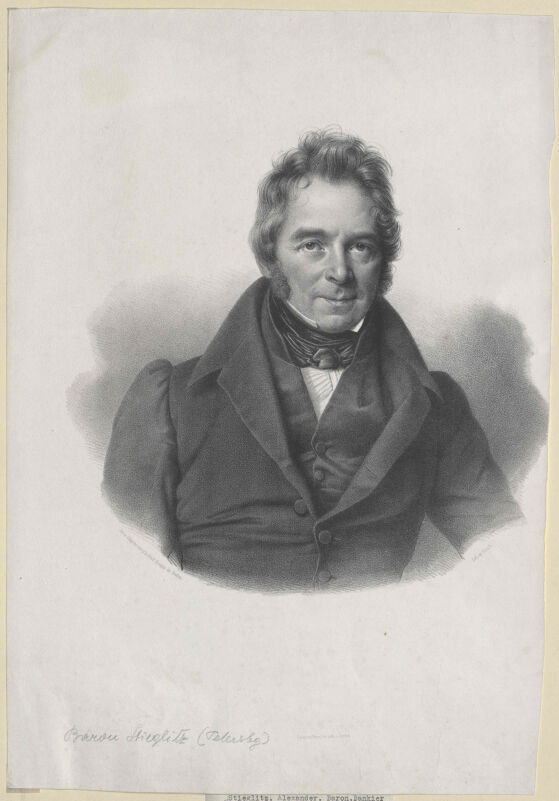
Ludwig Baron Stieglitz

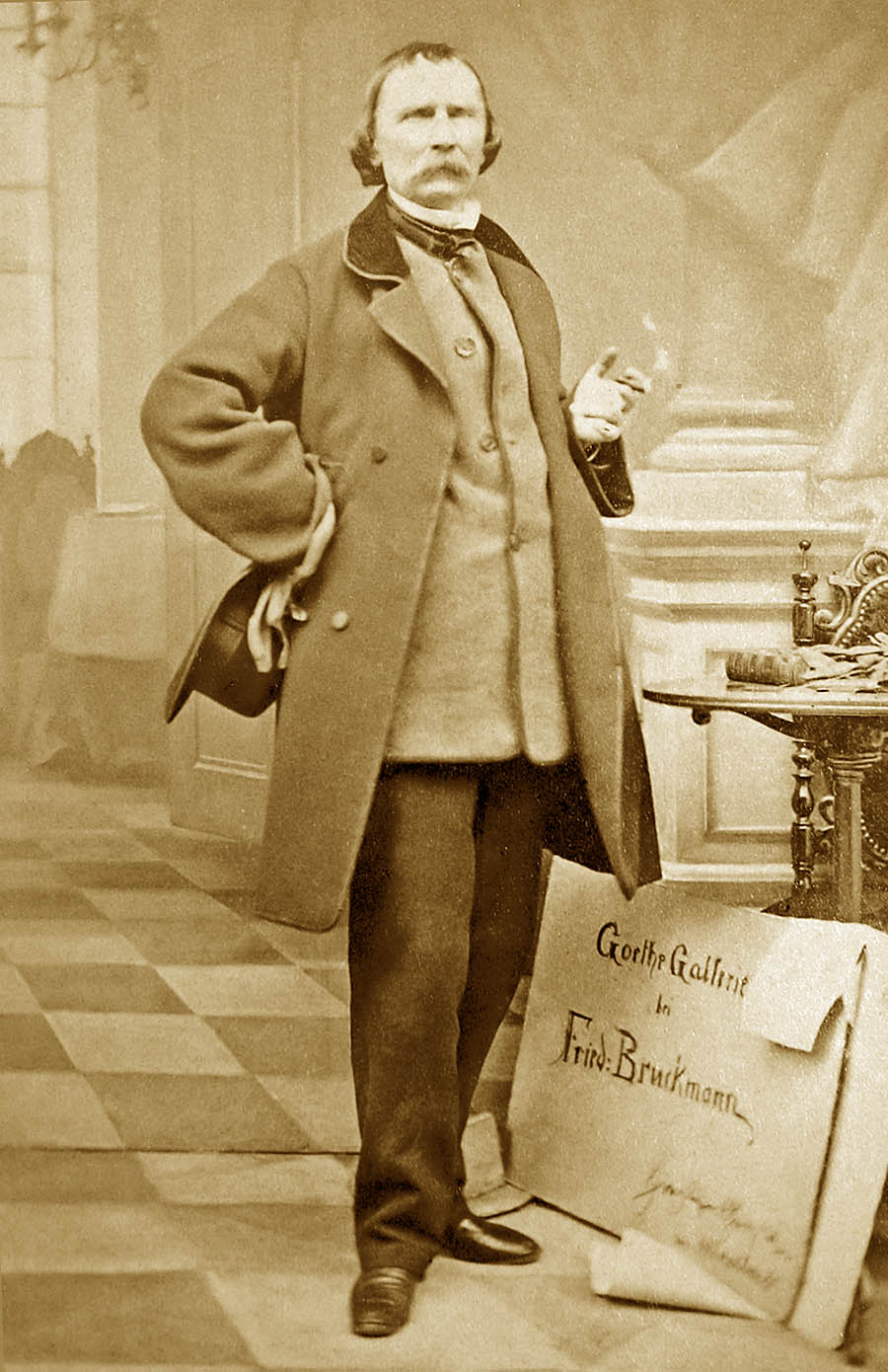
Wilhelm von Kaulbach 1864

- Philipp Nicolai (1556 Mengeringhausen –1608), Pfarrer, Liederdichter und Reformator
- Georg Friedrich von Waldeck (1620–1692), deutscher Generalfeldmarschall und holländischer Generalkapitän
- Charlotte Johanna von Waldeck-Wildungen (1664–1699), Gräfin aus dem Hause Waldeck
- Gottfried Eitel Ludwig von Humbracht (1730–1822), österreichischer Feldmarschallleutnant
- Ernst Eichner (1740–1777), Komponist
- Friedrich Karl August, Fürst zu Waldeck und Pyrmont (1743–1812), Fürst zu Waldeck und Pyrmont
- Friedrich Neumann (1744–1825), deutscher Schlossermeister, Bürgermeister von Arolsen und Politiker
- Georg I. zu Waldeck und Pyrmont (1747–1813), Fürst zu Waldeck und Pyrmont
- Adalbert Friedrich Marcus (1753–1816), Leibarzt von Franz Ludwig von Erthal, Förderer der Kunst und Wohlfahrt der Stadt Bamberg
- Johann Stieglitz (1767–1840), Arzt
- Christian Speirmann (1773–1825), Beamter, Gutsbesitzer und Abgeordneter im Fürstentum Waldeck
- Christian Daniel Rauch (1777–1857), Bildhauer
- Ludwig Stieglitz (1779–1843), ab 1826 Baron Ludwig von Stieglitz, Unternehmer und Bankier
- Friedrich Speyer (1782–1839), Mediziner, Stadtgerichtsarzt in Bamberg
- Caroline Tischbein (1783–1843), Zeichnerin
- Carl Schumacher (1799–1854), deutscher Richter und Abgeordneter
- Carl Speirmann (1805–1870), Jurist, Rittergutsbesitzer und Abgeordneter im Fürstentum Waldeck
- Karl Kaulbach (1808–1884), Bildhauer, Maler und Zeichenlehrer
- Gustav Kleinschmit von Lengefeld (1811–1879), Jurist und Politiker
- Georg Viktor zu Waldeck und Pyrmont (1831–1893), Fürst zu Waldeck und Pyrmont
- Heinrich Wilhelm Stieglitz (1801–1849), Dichter
- Heinrich Stoecker (1804–1848), deutscher Jurist, Hofgerichtsrat und Politiker
- Wilhelm von Kaulbach (1805–1874), Maler
- Julius Steinmetz (1808–1874), Pfarrer und Abgeordneter
- Adolf Speyer (1812–1892), Mediziner und Entomologe
- Ferdinand Schmidt (1818–1903), Förster und Politiker
- Friedrich Rösener (1815–1878), Pastor, Rektor und Politiker
- Heinrich Langenbeck (Politiker, 1817) (1817–1896), Richter und Abgeordneter
- Bernhard Neumann (1818–1898), Landrat und fürstlicher Kammerrat
- Robert Varnhagen (1818–1903), Jurist und Politiker
- Hermann Neumann (1820–1906), Jurist, Geheimer Regierungsrat, Politiker und Landtagspräsident
- Carl Steineck (1821–1899), 1851 bis 1854 Bürgermeister von Arolsen, Landgerichtsdirektor in Kassel, Landtagspräsident
- Friedrich Kaulbach (1822–1903), Maler
- Clemens Friedrich Meyer (1824–1899), Journalist und Schriftsteller
- Hermine zu Waldeck und Pyrmont (1827–1910), Prinzessin aus dem Haus Waldeck und durch Heirat von 1860 bis 1893 Fürstin zu Schaumburg-Lippe
- Marie Calm (1832–1887), Schriftstellerin und Frauenrechtlerin
- Karl Grünewald (Politiker, 1833), Landtagsabgeordneter und Sohn des gleichnamigen Bürgermeisters von Arolsen.
- Hermann Gießelmann (1838–1923), Verwaltungsbeamter und Politiker
- Walther Herwig (1838–1912), Begründer der deutschen Hochseefischerei
- Friedrich Boettcher (1842 Mengeringhausen–1922), von 1876 bis 1895 Reichstagsabgeordneter*
- Wolrad Frese (1843–1919), Landrat
- Louis Hartmann (1844–1918), Kaufmann und Politiker
- Ulrich Kreusler (1844–1921), Agrikulturchemiker
- Ludwig Blume-Siebert (1853–1929), Maler
- Arnold Braß (1854–1915), Fachbuchautor
- Emma zu Waldeck und Pyrmont (1858–1934), 1879 bis 1890 Königin und 1890 bis 1898 Regentin der Niederlande
- Pauline zu Waldeck und Pyrmont (1855–1925), Prinzessin aus dem Hause Waldeck
- Marie zu Waldeck und Pyrmont (1857–1882), Prinzessin aus dem Hause Waldeck
- August Bier (1861–1949), Chirurg
- Helene zu Waldeck und Pyrmont (1861–1922), Prinzessin aus dem Hause Waldeck
- Auguste Caliga-Ihle (1862–1931), Opernsängerin
- Friedrich zu Waldeck und Pyrmont (1865–1946), letzter Fürst von Waldeck und Pyrmont
- Albert Cuntze (1870–1950), Verwaltungsjurist
- Theodor von Weber (1870–1920), Träger des Pour-le-Mérite-Ordens
- Rudolf Klapp (1873–1949), Orthopäde
- Albert Steinrück (1872–1929), Schauspieler
- Friedrich Flade (1880–1916), Chemiker
- Karl M. Baer (1885–1956), Schriftsteller, Sozialarbeiter und Zionist
- Herbert Müller-Bowe (1896–1979), Kommunalpolitiker, Oberbürgermeister der Stadt Eisenach
- Heinrich Maria Christmann (1890–1965), römisch-katholischer Priester und Theologe
- Josias zu Waldeck und Pyrmont (1896–1967), SS-Obergruppenführer, 1947 als Kriegsverbrecher verurteilt
- Hans Renner (1901–1971), Komponist, Pianist und Dirigent
- Walter Jockisch (1907–1970), Opernregisseur und -intendant
- Christine Brückner (1921–1996), Schriftstellerin
- Karl Engelhard (1926–2021), Professor für Geographie und Didaktik an der Westfälische Wilhelms-Universität Münster
- Wittekind zu Waldeck und Pyrmont (1936–2024), seit 1967 Familienoberhaupt des Hauses Waldeck-Pyrmont
- Walter Scholz (* 1938 in Helsen), Trompeter
- Peter Pagé (1939–2020), Software-Pionier, Vorstand der Software AG
- Rolf Kunisch (1941–2018), Vorstandsvorsitzender der Beiersdorf AG
- Gerhard Aumüller (* 1942), Anatom und Musikwissenschaftler
- Alfred Opitz (1943–2014), Maler, Romanist und Professor für deutsche und europäische Kulturgeschichte an der Neuen Universität Lissabon
- Uli Aumüller (* 1945), Literaturübersetzerin und Filmemacherin
- Barbara Focke (* 1945), Schauspielerin und Regisseurin
- Martin Kipp (* 1945), Universitätsprofessor für Berufspädagogik
- Uwe Geese (* 1948), Kunsthistoriker, Autor
- Götz Eisenberg (* 1951), Sozialwissenschaftler und Publizist
- Doris von Sayn-Wittgenstein (* 1954), Politikerin (ehemals AfD)
- Ulrike Meuser (* 1956), Vizepräsidentin des Bundespolizeipräsidiums
- Eckhard Jedicke (* 1962), Professor für Landschaftsentwicklung an der Hochschule Geisenheim
- Thommi Baake (* 1962), Schauspieler, Komiker, Autor, Entertainer und Sänger
- Anne Fingerling (1964–2022), deutsche Schriftstellerin, Journalistin und Fotografin
- Heike Ulrich (* 1963), Schauspielerin, Drehbuchdramaturgin, Autorin
- Heinrich Köbberling (* 1967), Jazzschlagzeuger
- Dorothea Weltecke (* 1967), Historikerin
- Armin Schwarz (* 1968), Lehrer und Politiker (CDU), Mitglied im Hessischen Landtag
- Pierre Blaszczyk (1974–2012), Techno-DJ und Musiker (DJ Pierre)
- Joachim Rock (* 1974), Soziallobbyist
- Jens Knippschild (* 1975), Tennisspieler
- Jens Deutschendorf (* 1977), Ingenieur und Politiker (Bündnis 90/Die Grünen)
- Frank Lamm (* 1979), Kameramann
- Andreas Pape (* 1980), Schauspieler und Wasserskisportler
- Samuel Greef (* 1982), Politikwissenschaftler und Hochschullehrer
- Henning Grieneisen (* 1984), Fußballspieler
- Anna Häfele (* 1989), Skispringerin
- Karolin Horchler (* 1989), Biathletin

### Mit Bad Arolsen verbunden
- Bernhard Hupfeld (1717–1796), Komponist und Kapellmeister
- Friedrich Welle (1778–1826), deutscher Silberarbeiter, Münzmeister, Bürgermeister von Arolsen und Politiker
- Friedrich Wilhelm Maul (1780–1852), Hof- und Porträtmaler
- Wilhelm Großkurth (1808–1875), Direktor der Bürgerschule in Arolsen und waldeckischer Landtagspräsident
- Leopold Waldeck (1811–1895), deutscher Jurist, Bürgermeister von Arolsen ab 1871 und Abgeordneter in Waldeck
- Ernst von Saldern (1843–1886), Verwaltungsbeamter
- Dietrich von Ploetz (1909–1944), Jurist und Kommunalpolitiker, wuchs in Arolsen auf
- Rudi Gering (1917–1998), Skispringer und Unternehmer, lebte in den 1940er Jahren in Arolsen
- Horst Tappert (1923–2008), Schauspieler
- Kardinal Reinhard Marx (* 1953), Vikar in Arolsen bis 1981
- Nicole da Silva (* 1982), Popsängerin